# چین
چین (به ماندارین: 中国، پین‌یین: Zhōngguó) (به فارسیِ تاجیکی و ازبکی: خِتای، خِطای یا Хитой) با نام رسمی جمهوری خلق چین (به ماندارین: 中华人民共和国، پین‌یین: Zhōnghuá Rénmín Gònghéguó)، کشوری مستقل در آسیای شرقی است. کشور چین با مساحت ۹٬۵۹۶٬۹۶۲ کیلومتر مربع، چهارمین کشور پهناور و با جمعیت بیش از ۱٬۴۲۵٬۰۰۰٬۰۰۰ نفر، دومین کشور پر جمعیت جهان است.
چین، کشوری تک‌حزبی است که حزب حاکم آن، حزب کمونیست چین بر ۲۲ استان، ۵ منطقه خودمختار، ۴ شهرداری زیر نظر دولت مرکزی (پکن (پایتخت)، شانگهای (بزرگ‌ترین شهر)، تیانجین، چونگ‌کینگ) و به‌غیر از سرزمین اصلی چین، بر ۲ منطقه ویژه اداری (هنگ کنگ و ماکائو)، حکومت می‌کند. چین با ۱۴ کشور از شمال با روسیه، مغولستان و قزاقستان، از شرق با کره شمالی، از غرب با قرقیزستان، تاجیکستان، افغانستان و پاکستان و از جنوب با هند، نپال، بوتان، میانمار، لائوس و ویتنام، مرز خاکی دارد. زبان رسمی چین، ماندارین بر اساس الفبای چینی با ۱٬۷۰۰٬۰۰۰٬۰۰۰ نفر گوینده، پرشمارترین زبان جهان، یکی از زبان‌های رسمی سازمان ملل متحد و یکی از مهم‌ترین زبان‌های جهان است. واحد پول چین، یوان (元) است. شی جین پینگ با عنوان رهبر عالی‌مقام، رئیس‌جمهور مادام‌العمر، رئیس‌جمهور جمهوری خلق چین و قدرتمندترین فرد جهان بر اساس وبگاه فوربز است.
کشور چین چشم‌اندازهای طبیعی متنوعی دارد، از استپهای جنگلی و بیابانهایی چون گبی و تکله‌مکان در ناحیهٔ خشک شمالی نزدیک به مغولستان و سیبری روسیه گرفته تا جنگل‌های گرمسیری در سرزمین‌های مرطوب جنوبی نزدیک به ویتنام، لائوس و میانمار. مناطق غربی کشور ناهموار است و رشته‌کوه‌های هیمالیا و تیان‌شان مرز طبیعی آن با هند و آسیای میانه هستند. در مقابل، نواحی شرقی این کشور کم‌ارتفاع است و ساحلی به‌طول ۱۴٫۵۰۰ کیلومتر در جنوب شرقی با دریای جنوبی چین و در شرق با دریای چین شرقی دارد که در سوی دیگرش تایوان، شبه‌جزیره کره، ژاپن و اقیانوس آرام قرار گرفته‌اند.
چین باستان یکی از گهواره‌های تمدن در جهان است. ابتدا این تمدن، در سواحل حاصلخیز رود زرد در دشت شمال چین به وجود آمد. در چین دودمان‌های شانگ، ژو، هان، شین، جین، سوئی، تانگ، سونگ، لیائو، مینگ، چینگ و جمهوری چین بوده است. نخستین دودمان پادشاهی این کشور دودمان شیا در حدود قرن ۲۱ پیش از میلاد بود و نخستین حکومتی که چین را متحد کرد دودمان چه‌این در ۲۲۱ میلادی بود. نظام سیاسی چین بیش از هزاران سال مبتنی بر سلطنت مطلقهٔ موروثی بود. آخرین دودمان پادشاهی این کشور چینگ بود که در سال ۱۹۱۱ با تشکیل جمهوری چین به رهبری کومینتانگ نابود شد. چین در نیمهٔ اول سدهٔ بیستم میلادی در دریایی از اختلافات و جنگ‌های داخلی و حمله امپراتوری ژاپن در جنگ جهانی دوم غوطه‌ور بود. کمونیست‌های چین در ۱ اکتبر ۱۹۴۹ با رهبری مائو حکومت جمهوری چین را شکست دادند و انقلاب کمونیستی چین پیروز شد. مخاصمات اصلی در ۱۹۴۹ با پیروزی کمونیست‌ها در جنگ داخلی و تأسیس جمهوری خلق چین در سرزمین اصلی پایان یافت. جمهوری چین به رهبری کومین‌تانگ پایتخت خود را به تایپه در تایوان منتقل کرد و حکومت آن امروزه به تایوان، کینمن، جزایر ماتسو و چند جزیره دوردست دیگر محدود شده است. از آن هنگام جمهوری خلق چین و جمهوری چین درگیر اختلافات سیاسی شدیدی با یکدیگر در مورد حق حاکمیت و وضعیت سیاسی تایوان بوده‌اند. مائو ابتدا روابط دیپلماسی کشور چین را با کشورهای جهان قطع کرد و باور به اتکای کلی به جمعیت داخلی بود. شوروی و چین به‌عنوان بزرگ‌ترین کشورهای کمونیستی در جهان، شکاف‌های فکری زیادی داشتند و هرکدام تعاریفی مختلف از کمونیسم ارائه می‌دادند. همچنین یک درگیری مرزی هفت‌ماهه بدون اعلان جنگ بین شوروی و چین در سال ۱۹۶۹ رخ داد و تا فروپاشی شوروی (تا سال ۱۹۹۱) نسبتاً ادامه داشت. مائو با جهش بزرگ خواستار برنامه‌های اقتصادی کمونیستی بود که به‌عنوان یک شکست تلخ اقتصادی و یک فاجعهٔ بزرگ انسانی تلقی می‌شود زیرا منجر به گرسنگی کشیدن و مرگ ۱۴ تا ۴۳ میلیون چینی شد. پس از مرگ مائو، مائوئیسم کمرنگ شد و اصلاحات اقتصادی در چین توسط شیائوپینگ، برای پی ریزی یک اقتصاد باز صورت گرفت و چین یکی از سریع‌ترین رشدهای اقتصادی جهان را در خود داشت.
این کشور هم‌اکنون بزرگ‌ترین صادرکننده و دومین وارد کنندهٔ جهان است و دومین اقتصاد بزرگ جهان بر پایهٔ تولید ناخالص داخلی می‌باشد. چین عضو دائم شورای امنیت سازمان ملل و سازمان‌های چند جانبه‌ای همچون سازمان تجارت جهانی، اپک، سازمان همکاری شانگهای و گروه ۲۰ است. چین به عنوان کشوری دارای سلاح هسته‌ای از بزرگ‌ترین ارتش دائمی جهان و دومین بودجه دفاعی بزرگ جهان برخوردار است. چین از سوی برخی از دانشگاهیان، تحلیلگران نظامی، اقتصادی و سیاسی یک ابرقدرت در قاره آسیا به خود لقب گرفته است. شی جین پینگ، قصد اجرای طرح راه ابریشم جدید را دارد.
سیاست چین براساس قوانین کمونیستی است که اعتراضات گسترده‌ای مبنی بر لغو آن‌ها صورت گرفته است. چین کشوری سکولار است اما آزادی ادیان در آن وجود ندارد و سال‌ها آزار مسلمانان در چین جزو موضوع‌های مورد توجه در چین است. سانسور در چین نیز توسط حکومت چین صورت می‌گیرد و مردم چین دسترسی به اینترنت جهانی ندارند و از اینترنت ملی استفاده می‌کنند. اعتراضات هنگ‌کنگ جزو آخرین اعتراضات علیه کری لم رئیس اجرایی هنگ‌کنگ، محسوب می‌شود که به‌شدت توسط حکومت سرکوب شد. دیپلماسی چین بعد از مائو نیز به علت رتبه پایین این کشور در شاخص مردم سالاری و وجود مشکلات اجتماعی موجب شده تا این کشور روابط خوبی با جهان غرب و هند نداشته باشد. دیپلماسی چین بیشتر بر اقتصاد متمرکز است و با نام دیپلماسی قرض-تله یا دام بدهی شناخته می‌شود.
از نوامبر ۲۰۰۲ تا ژوئیهٔ ۲۰۰۳ شیوع سارس در استان‌های جنوبی چین باعث مرگ ۷۷۴ تن در ۱۷ کشور شد. آخرین نوع ویروس کرونا، کرونا ویروس سندرم حاد تنفسی ۲ (SARS-CoV-2)، در دسامبر ۲۰۱۹ در شهر ووهان چین شیوع پیدا کرد. کرونا ویروس پس از مدت کوتاهی وارد مرحله دنیاگیری شد. کرونا به دیپلماسی چین و تصور جهانیان از چینی‌ها ضربه زد. به‌دلیل عدم شفافیت، در نهایت آثار منفی کرونا بر موقعیت جهانی چین تا جایی پیش رفت که کشورهای گوناگونی چین را به مخفی‌کاری دربارهٔ انتشار کرونا متهم کردند.

## ریشه نام

نام چین (中國) در زبان چینی

واژهٔ سانسکریتِ «چیناس» (Cīna) به زبان فارسی میانه آمده و سپس به زبان مالایی رفته و بعدتر توسط زبان پرتغالی وام گرفته شده و در نهایت در سدهٔ شانزدهم میلادی وارد زبان انگلیسی گشته و به عنوانِ برون‌نامِ این کشور در زبان انگلیسی در اواسط سده نوزدهم میلادی رایج شد. همچنین تصور می‌شود که منبع نهایی نام چین واژه چینیِ «Qin" (چینی: 秦) بوده باشد که نام سلسله‌ای است که چین را متحد کرد، اما سده‌ها پیش نیز نام یک ایالت بود.
دیگر پیشنهادهای زبان‌شناختانه، واژهٔ «چین» را با نام ایالت چو ریشه‌یابی می‌کنند.
درون‌نام چین، میان چینی‌ها ژونگوآ Zhōngguó به‌معنای دولت مرکزی است. جمهوری خلق چین در زبان ماندارین، Zhōnghuá Rénmín Gònghéguó تلفظ می‌شود.

## تاریخ

روند تاریخی شکل‌گیری کشور چین.

### پیش از تاریخ
یافته‌های باستان‌شناسی نشان می‌دهد که انسانهای نخستین از ۲٫۲۴ میلیون تا ۲۵۰ هزار سال پیش در چین سکونت داشتند. در غاری نزدیک پکن فسیل‌هایی از انسان‌ها مربوط به ۶۸۰ تا ۷۸۰ هزار سال پیش کشف شده است. این فسیل‌ها متعلق به مرد پکنی هستند که از گونهٔ انسان راست‌قامت بوده و توانایی ساخت آتش را داشت. در همین غار بقایای انسان خردمند (گونهٔ ما) نیز کشف شده که قدمت آن به ۱۱ تا ۱۸ هزار سال پیش از میلاد می‌رسد. برخی از محققان معتقدند شکل اولیه‌ای از نوشتار از حدود ۳ هزار سال پیش از میلاد در چین وجود داشته است.
در روایت‌های سنتی چینی نخستین دودمان پادشاهی کشور سیا نام دارد که در حدود ۲۰۷۰ پیش از میلاد پایه‌گذاری شد. مورخان در گذشته این دودمان را افسانه‌ای می‌دانستند اما کشف آثاری از اوایل عصر مفرغ در هِنان موجب شد تردیدهایی در این مورد ایجاد شود. البته هنوز مشخص نیست که آیا این آثار به دودمان سیا مربوط است یا فرهنگ دیگری در همان دوران.

### حکومت‌های پادشاهی

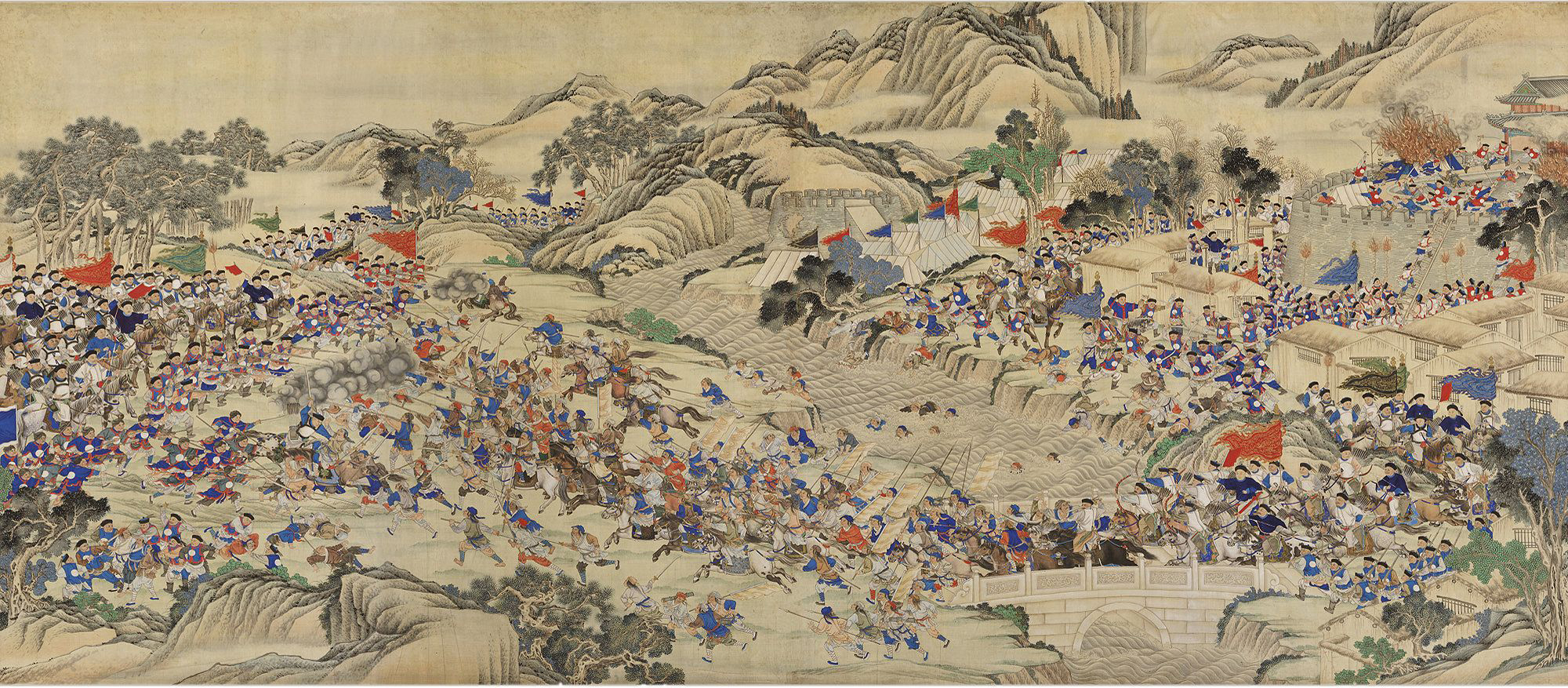
یک نقاشی قرن نوزدهمی که شورش تایپینگ را نشان می‌دهد

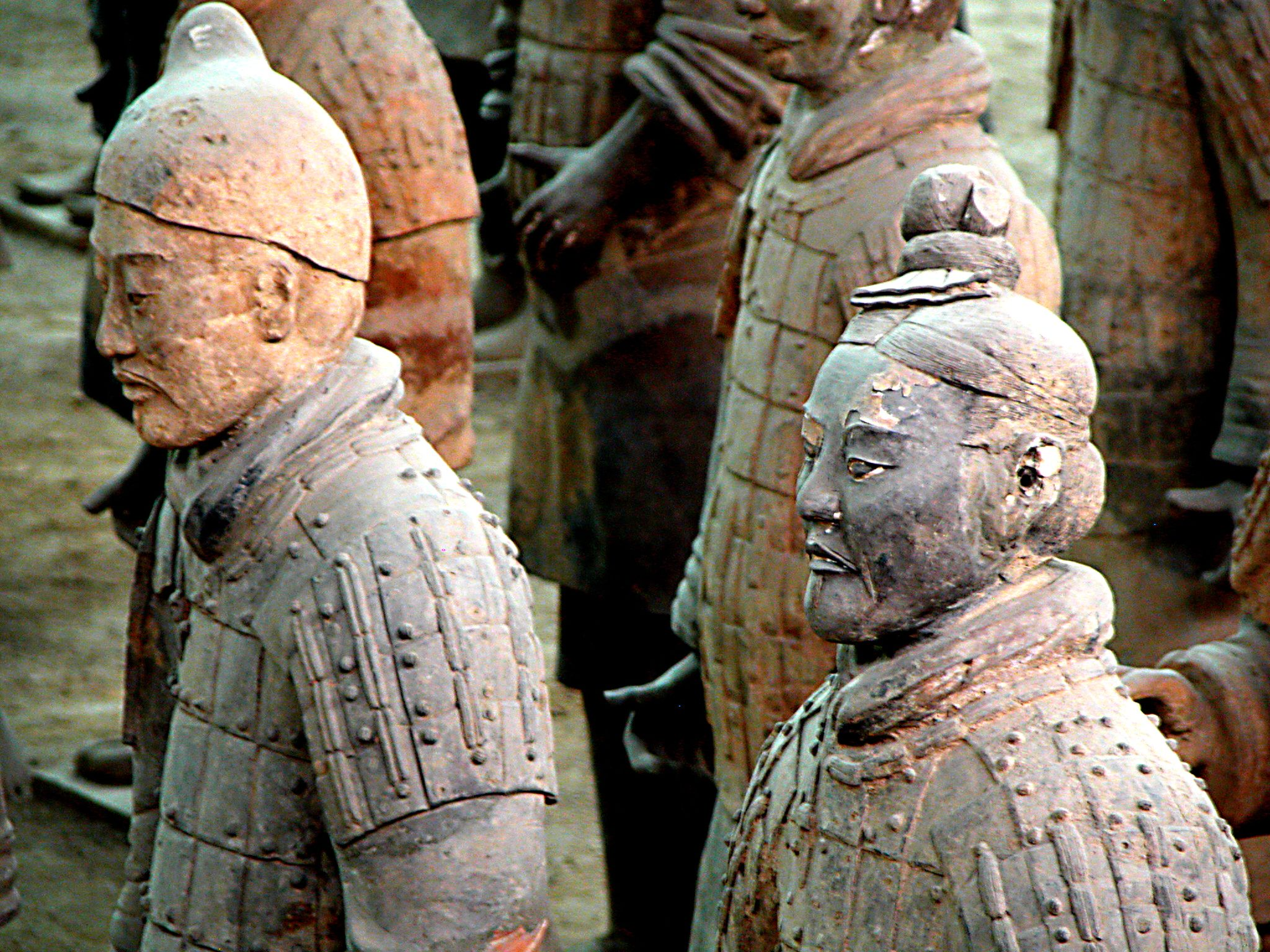
لشکر سفالین مجموعه از از هزاران مجسمه سنگی به اندازه انسان است که در سال ۲۱۰ پیش از میلاد ساخته شده‌اند.

چهار اختراع بزرگ شامل قطب‌نما، باروت، کاغذسازی و چاپ در چین تاریخ انسان را متحول کرد.

دودمان شانگ نخستین دودمان پادشاهی چین است که وجود آن از نظر تاریخ امروزی ثابت شده است. خاندان شانگ بین قرن هفدهم تا یازدهم پیش از میلاد بر دشت‌های کنارهٔ رود زرد در شرق چین حکومت می‌کرد. متن‌های نوشته شده بر روی استخوان که مربوط به ۱۲۰۰ پیش از میلاد است قدیمی‌ترین نمونه خط چینی را نشان می‌دهد، که نیای مستقیم حروف چینی امروزی است. پس از شانگ، دودمان جو به قدرت رسید، که بین قرن یازدهم تا پنجم قبل از میلاد حکومت می‌کرد. در این دوران قدرت حکومت مرکزی رفته‌رفته توسط جنگ سالاران زمین‌دار، کاهش یافت و با ضعف دودمان جو، دوران جنگ‌های داخلی ۳۰۰ ساله فرا رسید. بین قرن پنجم تا سوم پیش از میلاد حکومت‌های مستقل متعددی در نقاط مختلف چین سربرآورده و با یکدیگر وارد جنگ شدند. در این دوران هفت حکومت قدرتمند در نقاط مختلف چین وجود داشت که هر یک شاه، وزیران و ارتش خود را داشتند.
دوران جنگ داخلی در سال ۲۲۱ پیش از میلاد به پایان رسید. دودمان چین در این سال، شش پادشاهی دیگر را شکست داد و نخستین دولت متحد چینی را پایه گذاشت. چین شی هوانگ امپراتور این حکومت، خود را «نخستین امپراتور» نامید و اصلاحاتی را در سراسر چین به عمل آورد. او زبان چینی، واحدهای اندازه‌گیری، طول چرخ‌های ارابه‌ها و واحد پول را در سراسر کشور همسان کرد و ساخت دیوار بزرگ چین را آغاز نمود. اما قانون‌گرایی افراطی و حکومت استبدادی او موجب شد، تا شورش‌های گسترده‌ای علیه دودمان چین صورت گرفته و حکومت چین شی هوانگ تی با مرگ او از هم بپاشد. گرچه دوران حکومت این امپراتور تنها ۱۵ سال به طول انجامید، ولی تأثیراتی که وی ایجاد کرد، باعث شده که نام کنونی سرزمین چین، برگرفته از نام این دودمان باشد.
با مرگ چین شی هوانگ در سال ۲۰۶ قبل از میلاد، دودمان هان به قدرت رسیدند و تا سال ۲۲۰ میلادی بر چین حکومت کردند. این دودمان هویت فرهنگی جدیدی را ایجاد کرد که تا به امروز دوام آورده و اغلب مردم سرزمین چین امروزی، خود را از قوم هان می‌نامند. قلمرو این امپراتوری با لشکرکشی‌های متعدد به کره، ویتنام، مغولستان و آسیای میانه گسترش زیادی پیدا کرد و راه ابریشم نیز در آسیای میانه با کمک این سلسله پادشاهی احداث گردید و مکتب فلسفی کنفوسیوس به عنوان ایدئولوژی رسمی دولت انتخاب شد. چین تحت تسلط امپراتوری هان، به بزرگ‌ترین اقتصاد دنیا تبدیل شده بود.
با فروپاشی دولت هان، دوران دیگری از جنگ‌های داخلی در چین، آغاز شد و این سرزمین، به سه پادشاهی تقسیم گردید. دودمان سوی در سال ۵۸۱ میلادی چین را متحد کرد، اما با شکست از امپراتوری گوگوریو در جنگ‌های بین سال‌های ۵۹۸ تا ۶۱۴ قدرت این دودمان، رو به کاهش نهاد. در پی انقراض امپراتوری هان، به ترتیب دودمان تانگ و دودمان سونگ به قدرت رسیدند و عصر طلایی فناوری و ظهور فرهنگ در چین فرا رسید. شورش آن شی، در قرن هشتم میلادی، به تضعیف دودمان تانگ و قدرت گرفتن دودمان سونگ انجامید. دودمان سونگ نخستین دولت جهان به‌شمار می‌آید، که اقدام به انتشار پول کاغذی نمود و نیروی دریایی دائمی تشکیل داد. در قرن‌های دهم و یازدهم میلادی، جمعیت چین دو برابر شد و برای نخستین بار، از مرز ۱۰۰ میلیون نفر فراتر رفت. این افزایش جمعیت، همگام با توسعه فناوری کشاورزی و تمرکز بر گسترش دامنه جغرافیایی کشت برنج، به نقاط جنوبی و مرکزی چین و تولید محصولات غذایی فراوان، پدید آمد. هنر و فلسفه نیز در دوران سونگ شکوفا شد و شیوه‌های نقاشی منظره و چهره‌نگاری، به اوج کمال و پیچیدگی رسید. در این دودمان مکتب کنفوسیوس دوباره مورد توجه قرار گرفت و این پاسخی به رشد مذهب بودایی در دودمان تانگ بود.

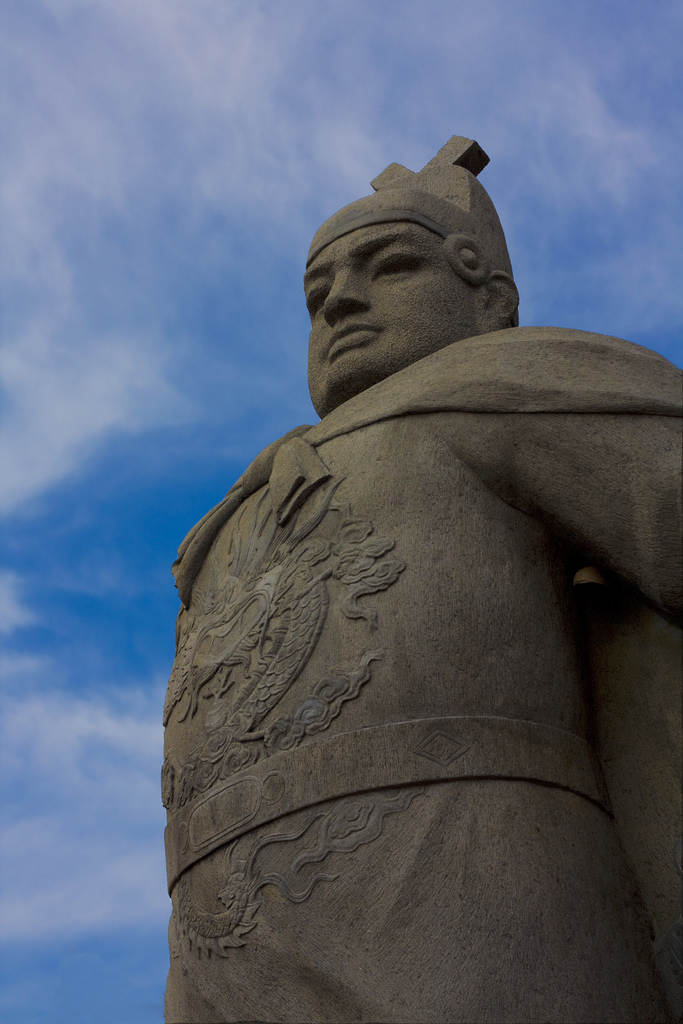
تندیس چنگ هه دریاسالار و مکتشف از نوادگان سید اجل شمس‌الدین از ایرانی‌های بخارا

در قرن سیزدهم میلادی چین به تدریج به تصرف امپراتوری مغول درآمد. قوبلای قاآن امپراتور مغول در سال ۱۲۷۱ دودمان یوان را بنیان نهاد و هشت سال بعد سونگ را منقرض کرد. کم و بیش نیمی از جمعیت چین در یورش مغولان نابود شدند. جمعیت چین پیش از حملهٔ مغول به ۱۲۰ میلیون نفر رسیده بود، اما بیست سال بعد، به حدود ۶۰ میلیون نفر کاهش یافت. دهقانی به نام جو یونجانگ در سال ۱۳۶۸ میلادی، امپراتوری مغولان را برانداخت و دودمان مینگ را بنیان نهاد. به این ترتیب عصر طلایی دیگری برای چین فرا رسید. این کشور تحت رهبری دودمان مینگ، به یکی از قدرتمندترین نیروهای دریایی جهان تبدیل شد. در این دوره، اقتصاد چین غنی و متمول گردید و فصلی دیگر از شکوفایی فرهنگ و هنر در سرزمین چین، رقم خورد. در دوران امپراتوری مینگ، ژانگ هی سفرهای اکتشافی را به اقصی نقاط جهان آغاز کرد. در دوران حکومت مینگ، پایتخت چین از شهر نانجینگ به پکن منتقل شد، همچنین فیلسوفانی چون وانگ یانمینگ، مکتب نوکنفوسیوسی را با ادغام مفاهیم فردگرایانه و اخلاق فطری، در تعالیم کنفوسیوس گسترش دادند.
در سال ۱۶۴۴ میلادی پکن به تصرف نیروهای شورشی به رهبری لی جیچنگ درآمد و در پی آن، آخرین امپراتور دودمان مینگ خودکشی کرد و قدرت به‌دست جیچنگ افتاد، ولی دیری نپایید که دودمان چینگ از قوم منچو، با وو سانگوی؛ از فرماندهان سپاه امپراتوری منقرض شدهٔ مینگ، متحد شدند و حکومت نوپای لی جیچنگ را سرنگون کردند. سپس به شهر پکن یورش برده و آن را پایتخت جدید سلسله چینگ کردند.

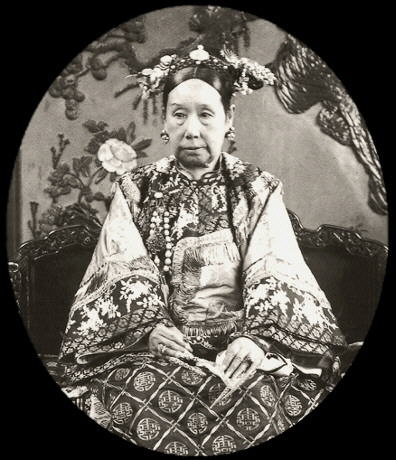
تزی شیء، امپراتریس قدرتمند و پرنفوذ دودمان چینگ

دودمان چینگ آخرین حکومت پادشاهی این کشور بود و تا سال ۱۹۱۲ بر چین حکومت کرد.
در قرن نوزدهم چینی‌ها دچار جنگی فرسایشی با دو کشور امپریالیستی آن زمان، فرانسه و بریتانیا شدند و همین‌طور جنگی با ژاپن بر سر کره.
از آن جهت که کشور چین سرزمینی بزرگ بود و هنوز حکومت مرکزی مستقلی داشت استعمار تمام آن سرزمین برای یک دولت اروپایی میسر نبود و تقسیم آن نیز هم به دلیل مقاومت دولت مرکزی و مردم این کشور پرجمعیت و هم به خاطر اختلافات میان قدرت‌های استعماری عملاً ممکن نبود. به همین دلیل اکثر دولت‌های استعماری سعی در تصاحب امتیازات هرچه بیشتر از این سرزمین و در دست گرفتن بندرهای مهم تجاری این کشور نمودند؛ پرتغالی‌ها ماکائو را در اواسط قرن ۱۵ مستعمره خود کردند. بریتانیا بندر مهم هنگ کنگ را در اواسط قرن ۱۹ به مدت ۹۹ سال اجاره و عملاً اشغال کرد. فرانسوی‌ها در بندر گوانگ جو مستقر شدند. ژاپنی‌ها شبه جزیره کره را از سیطره این کشور خارج و جزیره تایوان را تصاحب کردند. روس‌ها در منچوری نفوذ کردند و البته آلمانی‌ها امتیاز اداره سیاسی، اقتصادی و نظامی بندر تیانجین را در سال ۱۸۹۸ به مدت ۹۹ سال به دست آوردند.

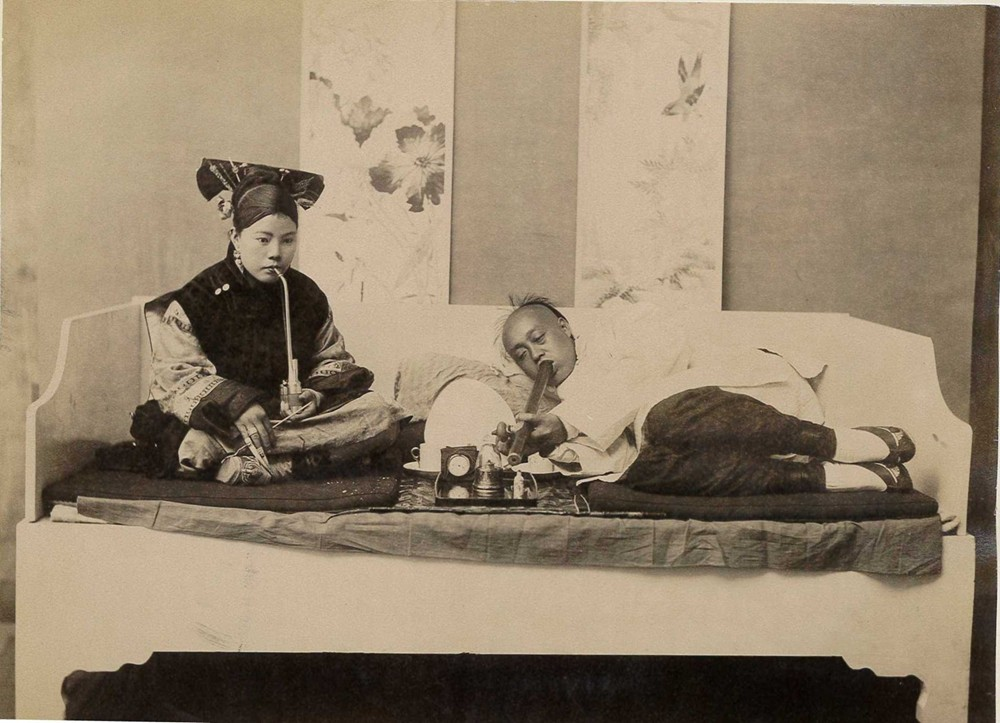
جنگ دوم تریاک میان دودمان چینگ و امپراتوری بریتانیا در سده نوزدهم میلادی

دودمان چینگ با ناآرامی‌های داخلی نیز روبرو شد، که در پی آن، میلیون‌ها نفر کشته شدند. شورش ناکام تایپینگ یکی از مهم‌ترین این شورش‌ها بود که در دهه‌های ۱۸۵۰ و ۱۸۶۰ ویرانی‌های بسیار در جنوب چین به بار آورد. قرن نوزدهم شاهد آوارگی و مهاجرت‌های گسترده چینی‌ها بود. قحطی بزرگ شمال چین بین سال‌های ۱۸۷۶ تا ۱۸۷۹ جان ۹ تا ۱۳ میلیون نفر را گرفت. در سال ۱۸۹۸ امپراتور گوانگسو، فرمان برقراری حکومت مشروطه را صادر کرد، ولی امپراتریس بیوه تزی شیء، امپراتریس بانفوذ چین، جلوی اجرای آن را گرفت. قیام مشت‌زن‌ها در سال‌های ۱۸۹۹ تا ۱۹۰۱ نیز کشور را بیشتر به کام هرج‌ومرج فرو برد. امپراتریس سیسی تلاش کرد با یک برنامه اصلاحی، دودمان چینگ را حفظ کند، اما انقلاب شین‌های در سال‌های ۱۹۱۱ و ۱۹۱۲ به عمر سلسله چینگ خاتمه داد و نخستین حکومت جمهوری را در این کشور برقرار کرد.

### جمهوری چین

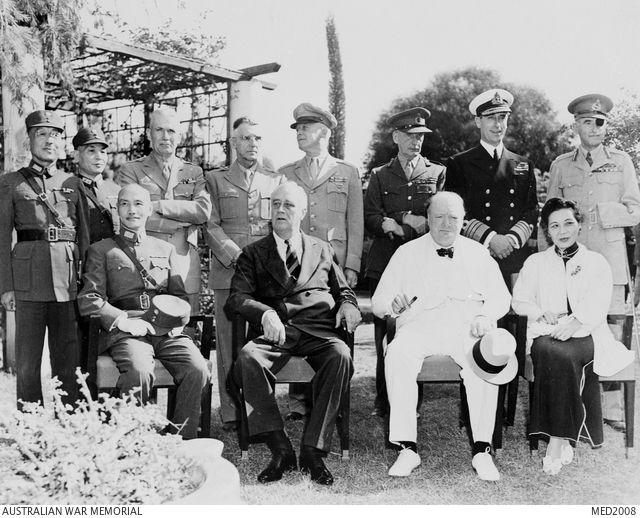
چرچیل نخست‌وزیر بریتانیا و روزولت رئیس‌جمهور آمریکا میان چیانگ کای‌شک آخرین پادشاه چین و همسرش سونگ می لینگ قبل از راهپیمایی طولانی

سون یات سن «پدر چین مدرن» سیاست‌مدار و رهبرانقلابی چین در براندازی دودمان چینگ در انقلاب سال ۱۹۱۱ بود. در اوایل سال ۱۹۱۱ نیروهای انقلابی به رهبری سون یات سن بر امپراتوری منچو پیروز شدند. وقتی جمهوری چین در سال ۱۹۱۲ تأسیس شد سون یات سن اولین رئیس‌جمهور چین شد. او کومینتانگ (جبهه ملی چین) را تأسیس کرد و تا سال ۱۹۲۱ رهبر این حزب بود. سون یات سن در سال ۱۹۲۵ در گذشت.
در سال ۱۹۱۵ ریاست‌جمهوری به یوان شیکای از فرماندهان سابق ارتش چینگ رسید. وی خود را امپراتور چین خواند اما با طغیان عمومی و مخالفت ارتش خودش روبرو شد. شیکای خیلی زود ناچار به استعفا شده و نظام جمهوری دوباره برقرار شد. با مرگ شیکای در سال ۱۹۱۶ وضعیت کشور بسیار به‌هم‌ریخته بود. دولت مستقر در پکن از نظٰر بین‌المللی دولت چین محسوب می‌شد اما تقریباً هیچ‌کاره بود و بیشتر کشور تحت حکومت جنگ سالاران مختلف بود. در اواخر دهه ۱۹۲۰ کومین‌تانگ به رهبری چیانگ کای شک با تلفیقی از عملیات‌های نظامی و مانورهای سیاسی زیرکانه کشور را دوباره متحد کرده و تحت تسلط خود درآورد. کومین‌تانگ پایتخت کشور را به نانجینگ منتقل کرده و اعلام «قیمومیت سیاسی» کرد. این اصطلاح به یک دوره انتقالی برای توسعه سیاسی گفته می‌شد که در برنامهٔ سون یات سن برای تبدیل چین به یک دولت دمکراتیک مدرن مطرح شده بود.

### به قدرت رسیدن کمونیست‌ها
حزب کمونیست چین در سال ۱۹۲۱ میلادی تأسیس شده و از سال ۱۹۲۷ با حکومت کومین‌تانگ درگیر بود. هرچند اختلافات داخلی کار چیانگ کای شک را برای نبرد با کمونیست‌ها سخت می‌کرد اما جنگ در ابتدا به سود کومین‌تانگ پیش می‌رفت تا اینکه در سال ۱۹۳۶ ژاپن به چین حمله‌ور شد. در جنگ دوم چین و ژاپن (۴۵–۱۹۳۷) که بخشی از جنگ جهانی دوم بود، یک ائتلاف اجباری بین کومین‌تانگ و حزب کمونیست برای مقابله ژاپن شکل گرفت. در طول این جنگ حدود ۲۰ میلیون چینی کشته شده و موارد متعددی از جنایات وحشیانه جنگی از سوی سربازان ژاپنی مشاهده شد. تنها در جریان اشغال شهر نانجینگ حدود ۲۰۰ هزار چینی قتل‌عام شدند. در سال ۱۹۴۵ ژاپنی‌ها مجبور به تسلیم بدون قید و شرط در مقابل چین شدند و خاک این کشور را ترک کرده و تایوان را نیز به جمهوری چین پس دادند. چین فاتح جنگ شده اما بر اثر جنگ ویران شده بود. بی‌اعتمادی کمونیست‌ها و ملی‌گراها به یکدیگر موجب شد تا خیلی زود جنگ داخلی از سر گرفته شود.
حزب کمونیست در سال ۱۹۴۹ با پیروزی در چندین نبرد مهم بر بیشتر سرزمین اصلی چین مسلط شده و کومین‌تانگ مجبور شد به تایوان و جزایر اطراف بگریزد. مائو تسه تونگ رهبر حزب کمونیست در اول اکتبر ۱۹۴۹ تأسیس جمهوری مردمی چین را اعلام کرد. یک سال بعد ارتش آزادی‌بخش خلق موفق شد هاینان را نیز از چنگ نیروهای جمهوری چین به درآورده و تبت را نیز به اشغال خود درآورد، البته بقایای نیروهای ملی‌گرا تا اواخر دهه ۱۹۵۰ در مناطق غربی چین به مقاومت خود ادامه می‌دادند.
مائو به افزایش جمعیت چین معتقد بود و در دوران رهبری او جمعیت چین از ۵۵۰ میلیون به ۹۰۰ میلیون نفر افزایش یافت. برنامهٔ «جهش بزرگ رو به جلو» مائو که شامل پروژه‌های اصلاحی عظیم اقتصادی و اجتماعی بود نتیجه فاجعه‌باری داشت و به مرگ حدود ۴۵ میلیون نفر بین سال‌های ۶۱–۱۹۵۸ انجامید که بیشتر آن‌ها از گرسنگی جان می‌باختند. در همین دوران یک تا دو میلیون زمین‌دار نیز به عنوان ضدانقلاب اعدام شدند. در سال ۱۹۶۶ مائو و متحدانش انقلاب فرهنگی را اعلام کردند که دوره‌ای از اتهام زنی‌های سیاسی و تحولات اجتماعی را در چین پدید آورد. انقلاب فرهنگی با مرگ مائو در سال ۱۹۷۶ به پایان رسید. جمهوری مردمی چین از سال ۱۹۷۱ به جای جمهوری چین وارد سازمان ملل شد و کرسی دائم چین در شورای امنیت نیز به آن واگذار شد.
با مرگ مائو گروهی از رهبران حزب کمونیست دستگیرشده و گناه تندروی‌های صورت گرفته در انقلاب فرهنگی به گردن آن‌ها انداخته شد. در این دوران دنگ ژیائوپینگ به قدرت رسیده و اصلاحات مهم اقتصادی را در کشور اجرا کرد. حزب کمونیست از آن پس کنترل زندگی خصوصی شهروندان را کمتر کرده و اشتراکی‌سازی بخش کشاورزی به نفع خصوصی‌سازی مزارع ملغی شد. این چرخش سیاسی موجب شد تا اقتصاد دستوری چین به یک اقتصاد مختلط تبدیل شود که جهت‌گیری بازار آزاد در آن به تدریج بیشتر می‌شد. قانون اساسی فعلی چین در سال ۱۹۸۲ نوشته شد و سرکوب خونین جنبش دانشجویی در میدان تیان آنمن در سال ۱۹۸۹ موجب تحریم‌های بین‌المللی علیه چین شد.
در طول دهه ۱۹۹۰ جیانگ زمین، لی پنگ و ژو رانگ‌جی رهبری چین را به دست گرفتند. در این دوران حدود ۱۵۰ میلیون دهقان از فقر خارج شده و کشور شاهد رشد اقتصادی سریع و مستمری بود که به‌طور میانگین به ۱۱٫۲ درصد می‌رسید. چین در سال ۲۰۰۱ عضو رسمی سازمان جهانی تجارت شد و در دهه ۲۰۰۰ میلادی در دوران حکومت هو جینتائو و ون جیابائو رشد بالای اقتصادی کشور ادامه یافت. البته رشد اقتصادی سریع صدمات قابل توجهی را به محیط زیست و منابع چین وارد کرده است و موجب جابجایی‌های اجتماعی گسترده‌ای شده است. استانداردهای زندگی علی‌رغم رکورد اقتصادی اواخر دهه ۲۰۰۰ همچنان در حال پیشرفت است، اما حکومت متمرکز سیاسی حفظ شده است.
تغییر هیئت رهبری حزب در سال ۲۰۱۲ با منازعات جناحی و رسوایی‌های سیاسی همراه بود. در این سال شی جینپینگ به جای هو جینتائو به عنوان دبیرکل حزب کمونیست انتخاب شد. چین در دوران حکومت شی تلاش‌های عظیمی را برای اصلاح اقتصاد خود آغاز کرده است، اقتصادی که از بی‌ثباتی ساختاری و کاهش نرخ رشد رنج می‌برد. حکومت جدید همچنین اصلاحات مهمی را در سیاست تک‌فرزندی و سیستم زندان‌ها به عمل آورده است.

## جغرافیا

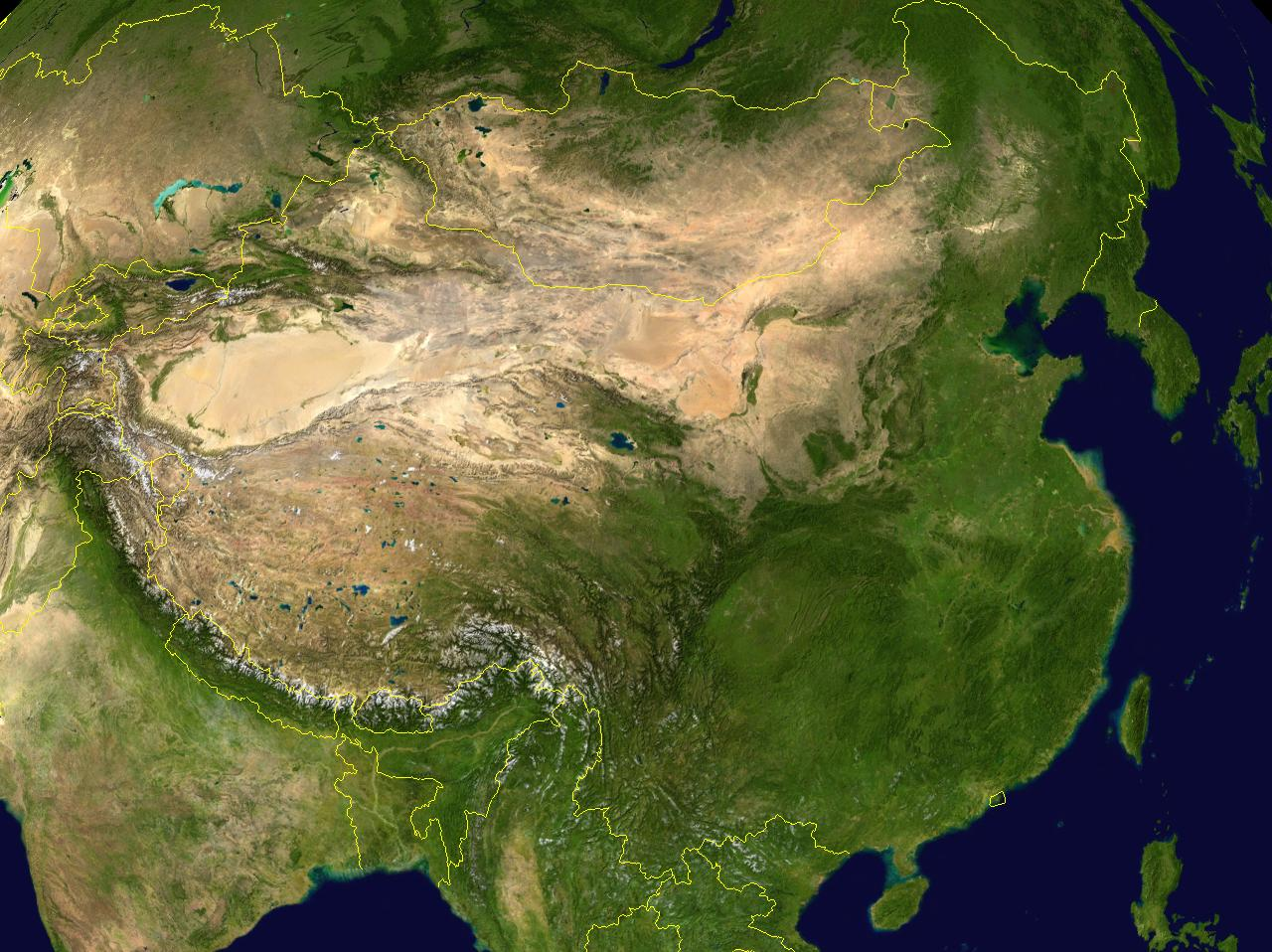
تصویر توپوگرافیک چین

مساحت جمهوری خلق چین حدود ۹٫۶ میلیون کیلومتر مربع است و پس از روسیه دومین کشور بزرگ دنیا از نظر وسعت خاکی (بدون احتساب آب‌های داخلی) است. از نظر مساحت کل کشور هم سومین یا چهارمین کشور وسیع دنیا (پس از روسیه و کانادا و با توجه به تعریف دقیق مساحت کلی ایالات متحده آمریکا) به‌شمار می‌آید.

چین با داشتن ۲۲٫۱۱۷ کیلومتر مربع مرز زمینی طولانیترین خط مرزی را در میان تمام کشورهای دنیا دارد. این کشور از شرق و جنوب با دریای چین شرقی، خلیج کره، دریای زرد، و دیگر آب‌های آزاد احاطه شده است و با ۱۴ کشور هم‌مرز است. 

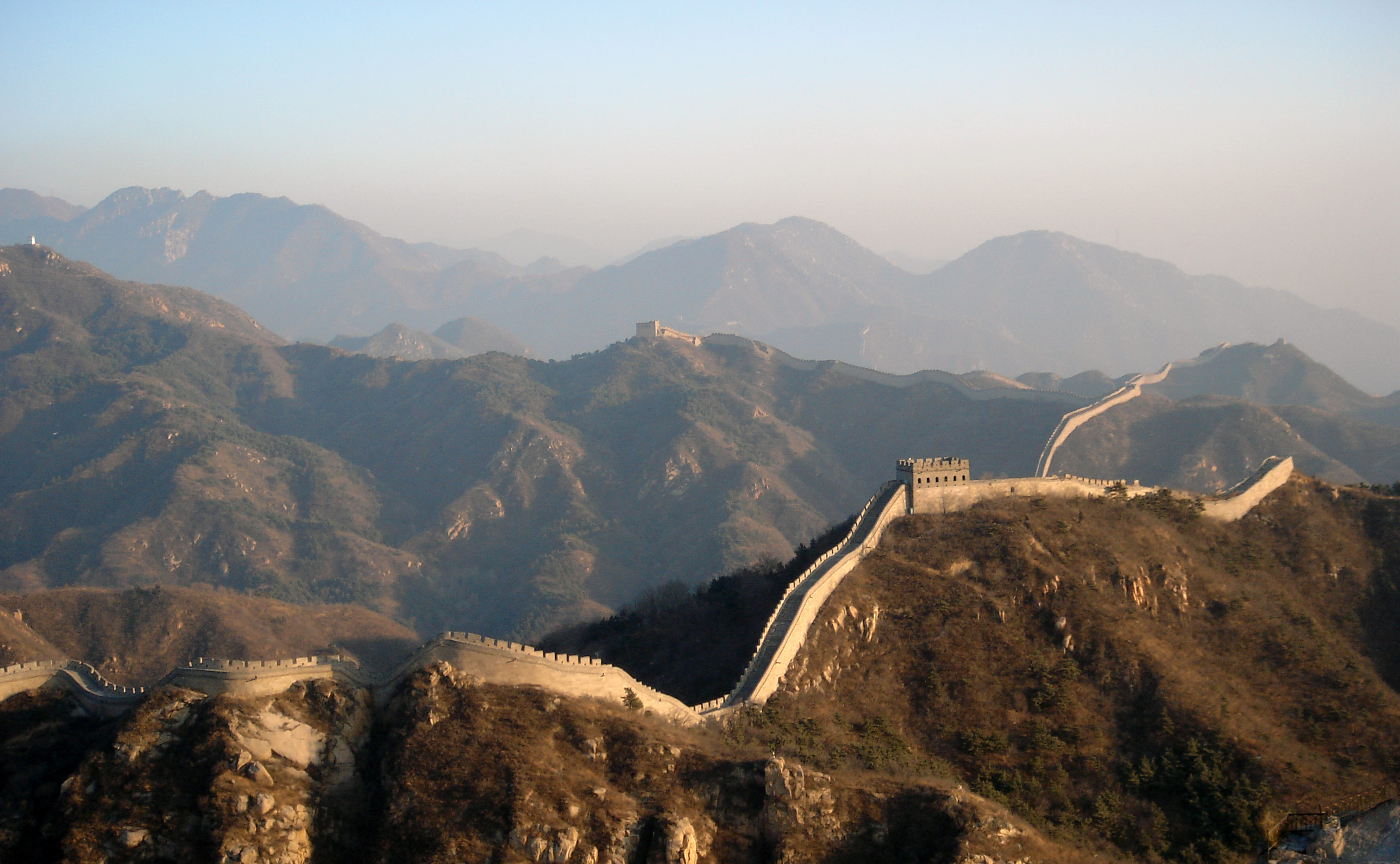
دیوار بزرگ چین در طول دو هزار سال برای محافظت از کشاورزان یکجانشین چین در مقابل عشایر دامدار استپهای شمالی ساخته شد

چین در عرض جغرافیایی ۱۸ تا ۵۴ درجه شمالی و طول ۷۳ تا ۱۳۵ درجه شرقی قرار دارد و چشم‌اندازهای طبیعی آن بسیار متنوع است. در شرق چین در کرانه‌های رود زرد و دریای چین شرقی دشت‌های آبرفتی پهناور و حاصلخیزی با تراکم جمعیتی بسیار بالا قرار گرفته‌اند. در بخش‌های شمالی در مرز فلات مغولستان داخلی علفزارهای وسیع مشاهده می‌شود و صحراهای خشک و سرد تکله‌مکان و گبی در فلات مرتفع مغولستان جای گرفته‌اند. تپه‌ها و رشته‌کوه‌های کم‌ارتفاع بیشتر نواحی جنوب چین را دربرگرفته‌اند و شرق میانی چین میزبان دلتای دو رودخانه اصلی این کشور یعنی رود زرد و یانگ‌تسه است. بخش غربی این سرزمین پوشیده از کوه‌های بسیار مرتفع از جمله هیمالیاست. مرتفع‌ترین نقطه دنیا یعنی قله اورست به ارتفاع ۸۸۴۸ متر مرز چین و نپال است و پست‌ترین نقطه چین که سومین نقطه پست دنیاست در بستر دریاچهٔ خشک آدینگ در فرونشست تورپان ۱۵۴ متر پایینتر از سطح دریاهای آزاد است.
فصل‌های خشک و فصل‌های مرطوب همراه با باران موسمی شرایط آب‌وهوایی غالب در بیشتر نقاط چین است که اختلاف دمای قابل توجه بین تابستان و زمستان را در پی دارد. در زمستان بادهای شمالی سرد و خشک می‌وزد و بادهای جنوبی از سواحل دریا در نقاط جنوبی تر گرم و مرطوب است. طوفان‌های موسمی (در حدود ۵ مورد در سال) در امتداد سواحل جنوبی و شرقی، سیلهای مخرب، سونامی، زلزله، رانش زمین و خشکسالی از بلایای طبیعی منطقه چین هستند.
گسترش بیابان‌ها به ویژه بیابان گبی یک معضل زیست‌محیطی مهم در چین است. هرچند درختکاری در مرزهای بیابان از دهه ۱۹۷۰ به بعد تعداد طوفان‌های شن را کاهش داده اما خشکسالی مستمر و شیوه نامناسب کشاورزی موجب طوفان‌های شنی شده که بهار هر سال شمال چین را درمی‌نوردد و حتی به کره و ژاپن هم می‌رسد. دیده‌بان محیط زیست چین در سال ۲۰۰۷ اعلام کرده که هر سال چهار هزار کیلومتر مربع به بیابان‌های این کشور افزوده می‌شود. آب شدن یخچال‌های هیمالیا هم نگرانی دیگری است که می‌تواند بحران کمبود آب را برای صدها میلیون نفر به همراه بیاورد.

### تقسیمات کشوری
کشور جمهوری خلق چین از ۲۲ استان تشکیل شده است. علاوه بر آن چین، مدعی مالکیت تایوان به عنوان یکی از استان‌های خود است. فهرست استان‌های چین:

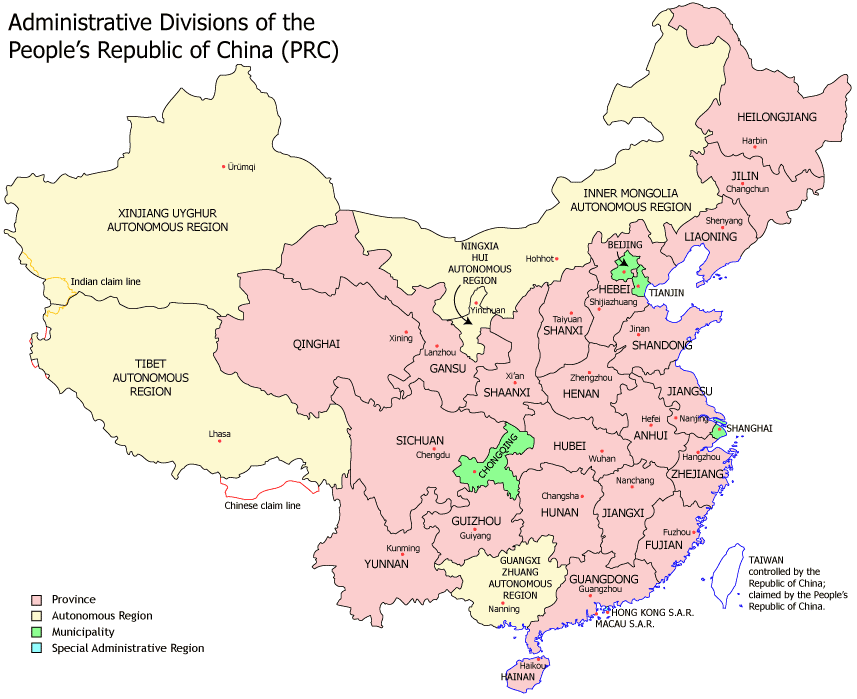
تقسیمات اداری چین:
استان‌های جمهوری خلق چین (شامل ۲۲ استان)
مناطق خودمختار چین؛ مغولستان داخلی، منطقه خودمختار تبت، سین‌کیانگ، نینگ‌شیا و گوانگشی
شهرداری‌های زیر نظر دولت مرکزی در چین؛ پکن، شانگهای، چونگ‌کینگ و تیانجین
منطقه ویژه اداری چین؛ هنگ کنگ و ماکائو

- آن‌هوئی
- جیانگ‌سو
- جیانگشی
- جی‌لین
- چینگهای
- ژجیانگ
- سیچوآن
- شنشی
- شاندونگ
- شانشی
- فوجیان
- گانسو
- گوانگ‌دونگ
- گوئیژو
- لیائونینگ
- هاینان
- هنان
- هوبئی
- هونان
- هیلونگ‌جیانگ
- هبئی
- یون‌نان

### جمعیت‌شناسی

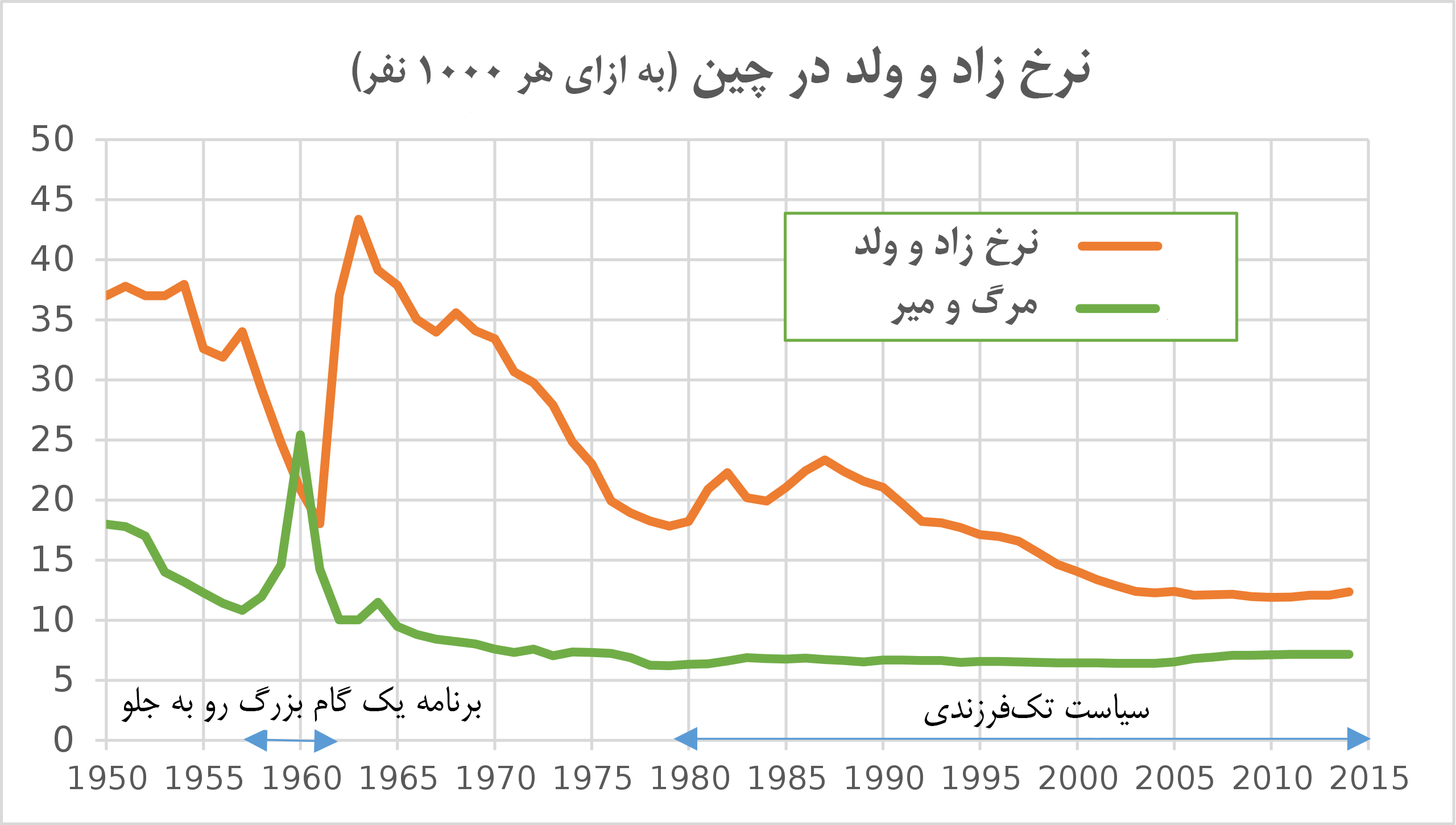
نرخ زاد و ولد در چین

جمعیت چین در سرشماری سال ۲۰۱۰ حدود یک میلیارد و ۳۷۰ میلیون نفر بوده است. رشد اقتصادی سریع چین موجب شده تا صدها میلیون نفر از فقر نجات پیدا کنند. اکنون ده درصد چینی‌ها با درآمدی کمتر از یک دلار در روز زندگی می‌کنند درحالی‌که این رقم در سال ۱۹۷۸ به ۶۴ درصد می‌رسید. نرخ بیکاری شهری نیز در سال ۲۰۱۳ به چهار درصد رسیده است. 

نقشه تراکم جمعیتی چین در سال ۲۰۰۹ نشان می‌دهد که بیشتر جمعیت در بخش شرقی کشور متمرکز است.

چین برای کنترل رشد سریع جمعیت کشور از سال ۱۹۷۹ برنامهٔ کنترل جمعیت سختگیرانه‌ای را با نام سیاست تک‌فرزندی را آغاز کرد. این سیاست به هر خانواده تنها اجازه داشتن یک فرزند را می‌داد. البته استثناهای زیادی هم برای آن در نظر گرفته شده است. اقلیت‌های قومی (همه اقوام بجز قوم هان) از آن مستثنی شده و اجازه داشتن فرزند دوم و حتی سوم را دارند. در بسیاری از روستاها هم برای افرادی که فرزند اولشان دختر یا معلول باشد اجازه داشتن فرزند دوم داده شده است. در سال ۲۰۱۳ این سیاست تا حد زیادی تلطیف شده و به خانواده‌هایی که یکی از والدین خودش تک‌فرزند بوده است اجازه داشتن فرزند دوم را می‌دهد. با این حال مقاومت‌هایی در مقابل این سیاست به ویژه در روستاها صورت گرفته که برای نیروی کار کشاورزی به فرزند نیاز داشته و به‌طور سنتی به داشتن فرزند پسر علاقه دارند.
سیاست تک‌فرزندی در کاهش رشد جمعیت چین مؤثر بود و نرخ رشد کشور را در سال ۲۰۱۳ به ۰٫۴۶٪ رساند اما تبعات ناخواسته‌ای هم داشت. ترجیح سنتی برای داشتن فرزند پسر موجب شد تا توازن جنسیتی کشور برهم بخورد. بر اساس سرشماری سال ۲۰۱۰ نسبت جنسی در هنگام تولد ۱۱۸ پسر به ازای ۱۰۰ دختر است که بسیار بالاتر از میزان طبیعی ۱۰۵ به ۱۰۰ محسوب می‌شود.
قانون منسوخ‌شده تک‌فرزندی در چین که از سال ۱۹۷۹ میلادی وضع شده بود، باعث شده است جمعیت این کشور حدود ۴۰۰ میلیون نفر کمتر از تعداد کنونی (۲۰۱۵) باشد.

### قومیت

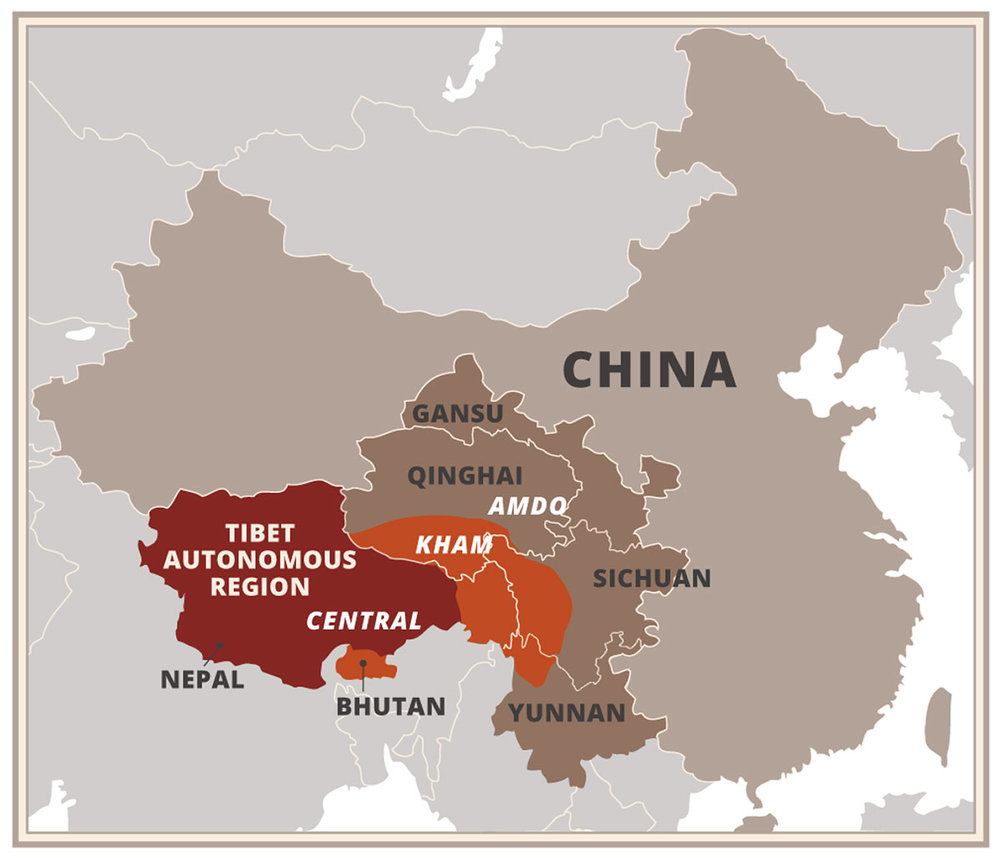
قومیت‌های مختلف در چین

هان‌ها قوم غالب کشور هستند که بر اساس سرشماری سال ۲۰۱۰ میلادی حدود ۹۱٫۵ درصد جمعیت چین را تشکیل می‌دهد. هان‌ها در تمام استان‌های چین به جز ایالت‌های غربی تبت و سین‌کیانگ اکثریت دارند. ژوانگ با ۱٫۳ درصد، منچو با ۰٫۸۶٪، اویغور با ۰٫۸۶٪ که بیشتر در سین‌کیانگ زندگی می‌کنند، هوییها که هان‌های مسلمان هستند با ۰٫۷۹٪، میاو با ۰٫۷۲٪، یی با ۶۵٪، توجیا با ۰٫۶۲٪، مغول با ۰٫۴۷٪ و تبتی با ۰٫۴۴٪ پرجمعیت‌ترین اقلیت‌های قومی پرجمعیت‌ترین کشور دنیا هستند.

### دین

چین، کره شمالی، ویتنام و کوبا چهار کشور با بی‌خدایی حکومتی درحال حاضر

به‌طور کلی چین یک کشور سکولار محسوب می‌شود و دین رسمی ندارد. همچنین درصد افراد بی‌دین در چین بیش از نصف جمعیت را تشکیل می‌دهند. چین در حال حاضر به همراه کره شمالی، ویتنام و کوبا چهار کشور با بی‌خدایی حکومتی هستند. اکنون ۹۱ درصد جمعیت چین بی‌دینی هستند که از این مقدار ۶۷ درصد خداناباور هستند چین بیشترین بی‌دین در جهان را دارند، ۹ درصد جمعیت چین هم پیرو ادیان بودایی و کنفوسیوس و… هستند. بی‌دینی در چین پس از گسترش فلسفه مائوئیسم با سرعت گسترش یافت.
چین در طول تاریخ تحت تأثیر مذاهب و مکتب‌های فکری مختلفی بوده است. به‌طور تاریخی سه مکتب اصلی این کشور کنفوسیوس‌گرایی، بودایی، و تائویی بوده‌اند که هر یک تأثیر به‌سزایی در شکل‌گیری فرهنگ چینی گذاشته‌اند. در سنت‌های مذهبی و بومی عناصری از هر سه آن‌ها دیده می‌شود. تحقیقی که در سال ۲۰۰۸ در روستاهای ۶ استان مختلف انجام شد به این نتیجه رسید که:
«بیش از دوسوم کل افرادی که خود را مذهبی می‌دانستند یعنی ۳۱ درصد کل افراد، نمی‌توانستند مشخص کنند که پیرو چه مذهبی هستند… آن‌ها معتقد بودند که نیروهای فراطبیعی بر سرنوشت انسان تسلط داشته یا بسیار تأثیرگذارند و باور داشتند که سرنوشت آن‌ها با پیشکش قربانی به خدایان یا ارواح نیاکان قابل تغییر است. این نوع باورها و سنت‌ها ریشه عمیقی در فرهنگ سنتی چینی و عرف جوامع محلی داشتند»
نظرسنجی دیگری از گروه تحقیقاتی هوریزون در سال ۲۰۰۷ نشان داد که ۱۱ تا ۱۶ درصد چینی‌ها خود را بودایی، ۳ تا ۴ درصد مسیحی و یک درصد مسلمان معرفی می‌کنند.

### زبان

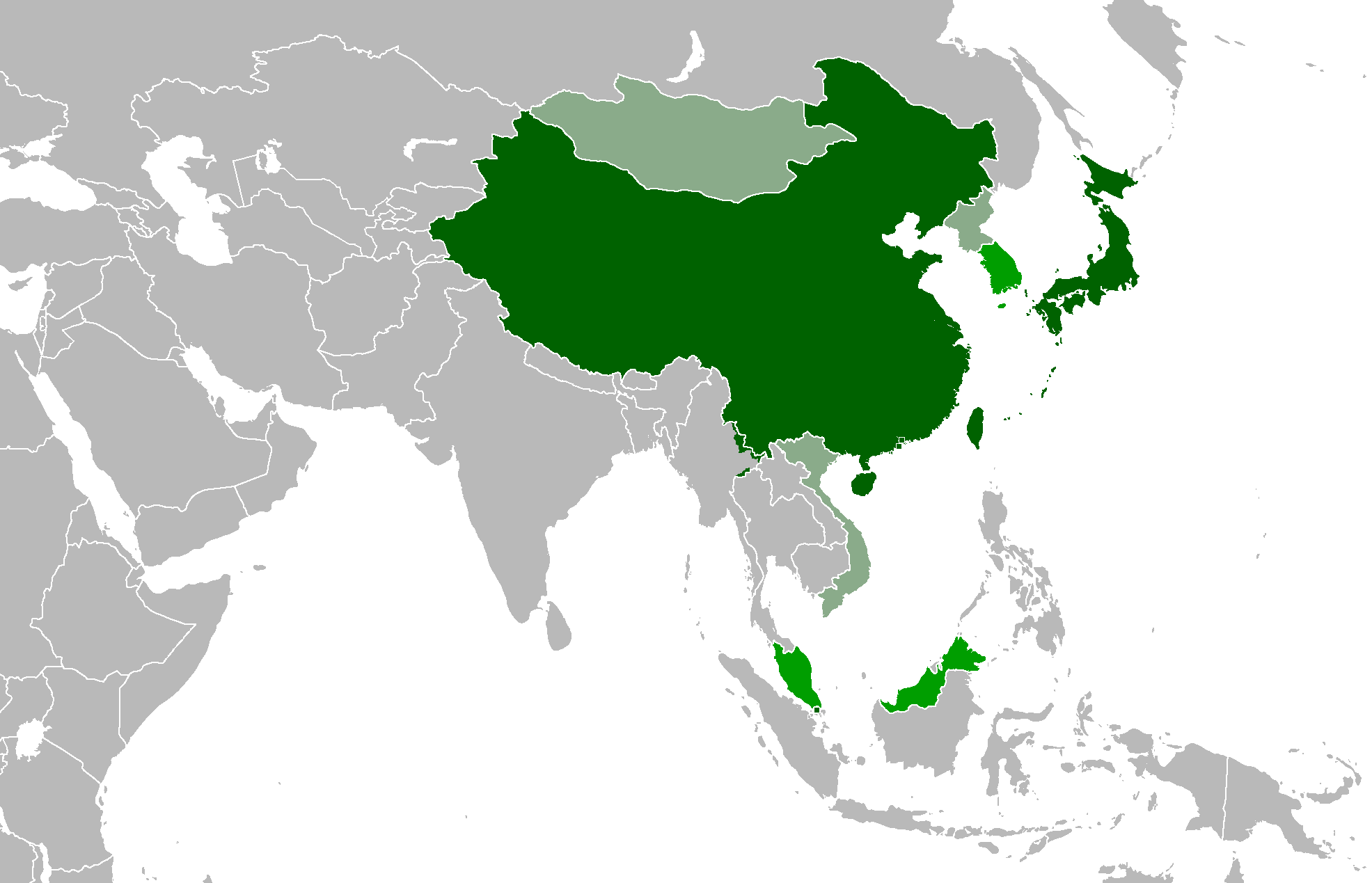
نقشه توزیع نویسه‌های چینی در شرق آسیا

زبان رسمی چین گویش استاندارد زبان ماندارین است. حدود ۷۰ درصد مردم چین به گویش‌های مختلف زبان ماندارین صحبت می‌کنند. گویش استاندارد این زبان که برگرفته از گویش پکنی است زبان ارتباطی گروه‌های مختلف زبانی در سراسر چین است. ۲۲۹ زبان زنده دیگر نیز در چین تکلم می‌شود که اغلب آن‌ها به گروه زبان‌های چینی از خانواده چینی-تبتی تعلق دارند. زبان‌های وو (شامل شانگهایی)، یوئی (شامل کانتونی و تایشانی)، مین (شامل هاکین)، شیانگ و هاکا از جمله مهم‌ترین زبان‌های این گروه هستند.
زبان‌های شاخه تبتی - برمه‌ای مثل شیانگ، ناسی و یی نیز در نقاط مختلف تبت و دشت‌های یون‌نان-گویجو صحبت می‌شوند. سایر اقلیت‌های زبانی جنوب غرب چین هم جوانگ، تایلندی، دونگ و سویی از خانواده تایلندی-کادای، میائو و یائو از خانواده همونگ-مین، و وا از خانواده آستروآسیایی هستند. در شمال شرق و شمال غرب چین هم گروه‌های قومی اقلیتی زندگی می‌کنند که به زبان‌های آلتایی همچون منچو و مغولی و چندین زبان از گروه ترکی‌تبار مثل اویغوری، قزاقی، قرقیزی و سالار سخن می‌گویند. زبان کره‌ای نیز زبان مادری گروهی از اهالی مرز چین و کره شمالی است. سریکلی زبان تاجیک‌های غرب سین‌کیانگ است که به گروه زبان‌های ایرانی شرقی از خانواده هندواروپایی تعلق دارد. بومیان تایوانی نیز که اقلیت کوچکی در خاک اصلی چین هستند به زبان‌های خانواده آسترونزی سخن می‌گویند.

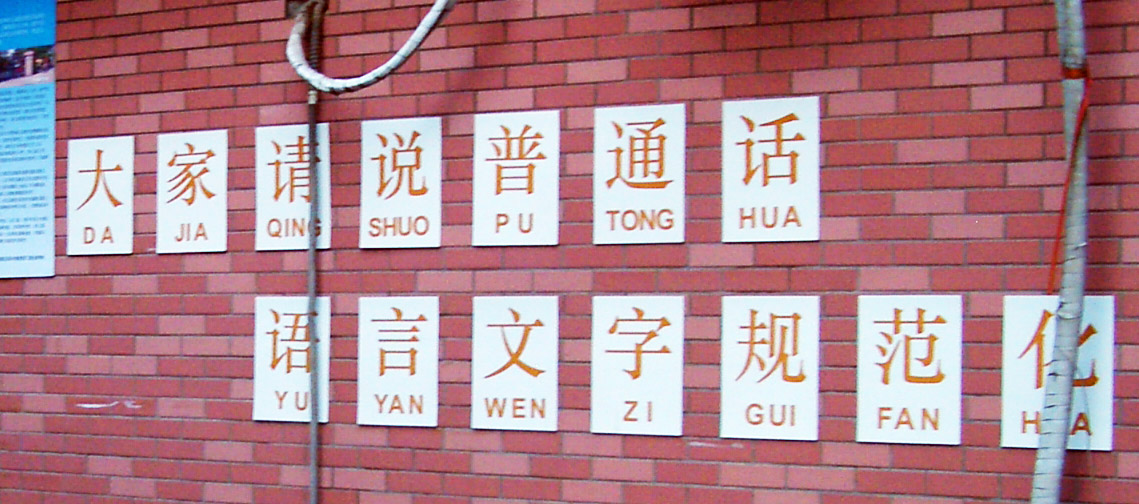
پین‌یین رایج‌ترین شیوهٔ لاتین‌نویسی زبان چینی ماندارین

حروف چینی هزاران سال است که برای نوشتن زبان‌های چینی استفاده می‌شود. این نویسه‌ها به گویش‌وران زبان‌ها و گویش‌های مختلف که برای هم قابل فهم نیستند، اجازه می‌دهند که از طریق نوشتار منظور هم را متوجه شوند. در سال ۱۹۵۶ دولت چین حروف چینی ساده‌شده را معرفی کرد که امروزه چینی سنتی را منسوخ کرده است. الفبای استانداردی هم برای لاتین‌نویسی زبان چینی تهیه شده که به پین‌یین معروف است. زبان تبتی از الفبایی بهره می‌گیرد که از متن‌های هندی اقتباس شده و زبان اویغوری بیشتر با الفبای فارسی-عربی نگاشته می‌شود. خط مغولی و خط منچو نیز از الفبای باستانی اویغور اقتباس شده‌اند. زبان جوانگ نیز امروزه از الفبای لاتین برای نگارش بهره می‌برد.

### تنوع زیستی

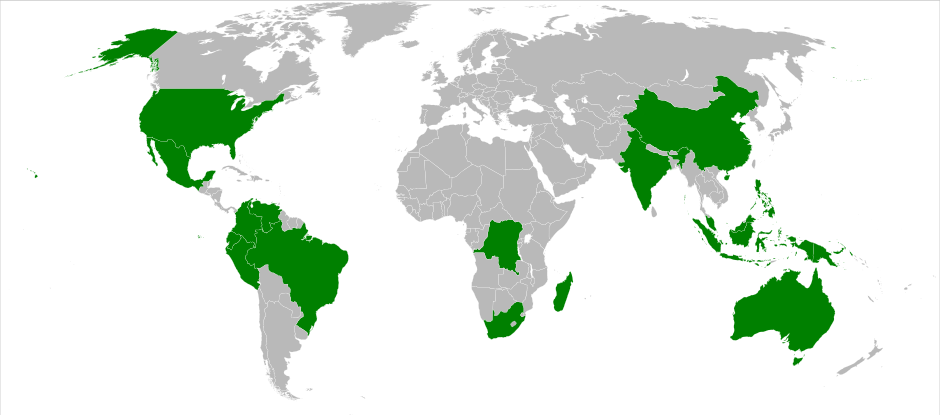
چین جزو کشورهای دارای تنوع زیستی کلان

چین میزبان بیشتر از ۳۴٬۶۸۸ گونهٔ جانوری و گیاه آوندی است که این کشور را پس از برزیل و کلمبیا در ردهٔ سوم تنوع زیستی دنیا قرار می‌دهد. دست‌کم ۵۵۱ گونه پستاندار (رتبه سوم دنیا)، ۱۲۲۱ گونه پرنده (رتبه هشتم دنیا)، ۴۲۴ گونه خزنده (هفتم) و ۳۳۳ گونه دوزیست (هفتم) در این کشور بودوباش دارند و چین در هر چهار زمینه رتبه نخست دنیا را در بین کشورهای غیر استوایی دارد اما این حیات وحش متنوع زیر فشار شدید از سوی بزرگ‌ترین جمعیت انسان‌های دنیاست. دست‌کم ۸۴۰ گونه جانوری در معرض تهدید، آسیب‌پذیر یا در خطر انقراض محلی در چین طبقه‌بندی شده‌اند که دلیل اصلی آن هم فعالیت‌های انسانی از جمله تخریب زیستگاه، آلودگی و شکار به منظور خوراک، پوست یا استفاده در طب سنتی است. چین همچنین چهارمین کشور در رتبه‌بندی گردشگری جهان محسوب می‌شود.
گونه‌های در معرض خطر مورد حفاظت قانونی قرار دارند و ۲۳۴۹ منطقه حفاظت شده در کشور تعیین شده که ۱۵ درصد کل سرزمین چین را شامل می‌شوند.
چین بیش از ۳۲ هزار گونه گیاه آوندی دارد و میزبان انواع مختلفی از جنگل‌هاست. شمال کشور رویشگاه جنگل‌های درختان مخروطی بومی مناطق سردسیر و زیستگاه جانورانی چون گوزن شمالی و خرس سیاه آسیایی و بیش از ۱۲۰ گونه پرنده است. درختان بامبو نیز در همین جنگل‌ها می‌رویند و در مناطق مرتفعتر درختان سرو کوهی و سرخ‌دار پوشش گیاهی غالب را تشکیل می‌دهند. جنگل‌های زیرگرمسیری در بخش‌های مرکزی و جنوبی چین دیده می‌شوند. جنگل‌های گرمسیری فقط محدود به ایالت یون‌نان و جزیره هاینان هستند اما یک‌چهارم کل گونه‌های گیاهی و جانوری چین را در خود جای داده‌اند. بیش از ۱۰ هزار گونه قارچ نیز در این کشور شناسایی شده است.

## سیاست

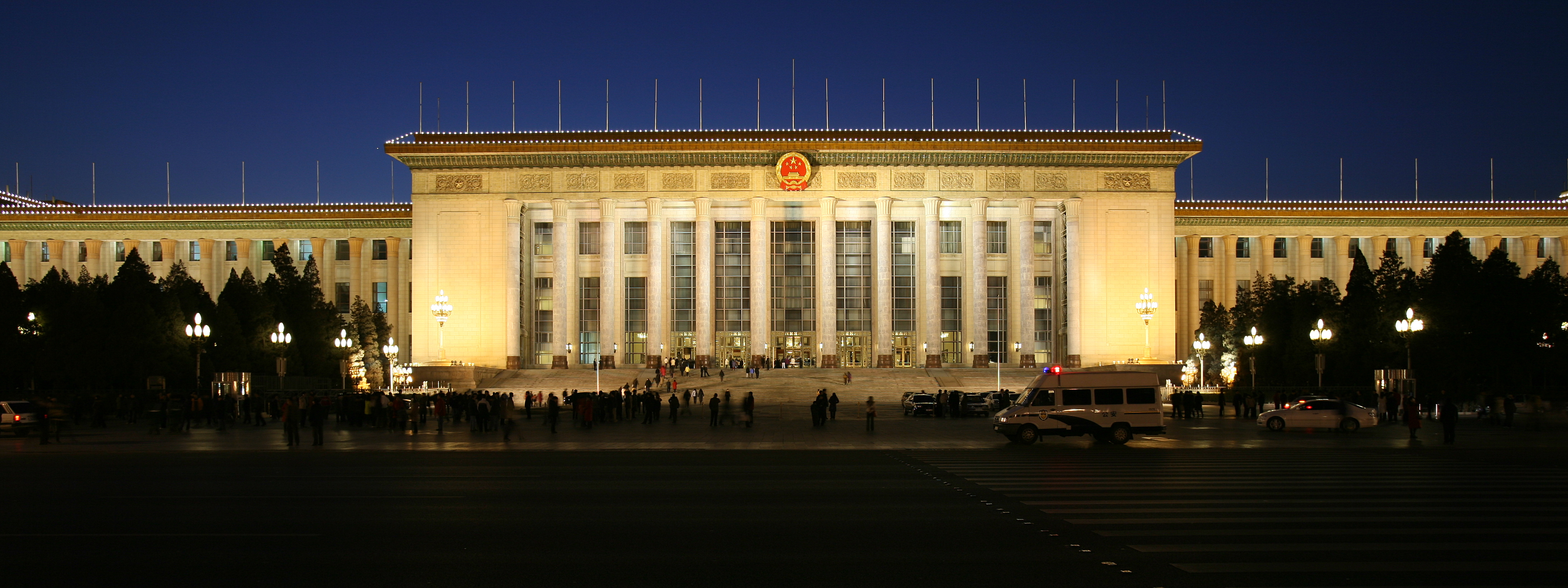
تالار بزرگ خلق محل برگزاری جلسات کنگره ملی خلق

سرباز چینی در میدان تیان‌آن‌من

جمهوری خلق چین یکی از معدود دولت‌های سوسیالیستی دنیاست که آشکارا مدافع کمونیسم است. این دولت زیر نظر حزب کمونیست چین و بر مبنای قانون اساسی چین اداره می‌شود که در سال ۱۹۸۲ تصویب شده است. حکومت چین به دلیل محدودیت‌هایی که در بسیاری از زمینه‌های اجتماعی از جمله آزادی رسانه، دسترسی به اینترنت، آزادی تجمع، حقوق باروری، آزادی تأسیس سازمان‌های اجتماعی و آزادی ادیان برقرار کرده مورد انتقاد قرار گرفته است. رهبران چین نظام سیاسی، ایدئولوژیک و اقتصادی کشور خود را به ترتیب با اصطلاحات «استبداد دموکراتیک مردمی»، «سوسیالیسم با ویژگی‌های چینی» و «اقتصاد سوسیالیستی بازار» توصیف می‌کنند.
نظام سیاسی چین از طریق دموکراسی نمایندگی و انتخابات برگزیده می‌شود اما نظام انتخاباتی این کشور بسیار متفاوت از نظام موجود در کشورهای غربی است. سیستم انتخاباتی چینی‌ها به صورت سلسله‌مراتبی است. اعضای کنگره‌های محلی خلق با رأی مستقیم تمام مردم انتخاب می‌شوند اما اعضای کنگره‌های رده بالاتر فقط با رأی اعضای کنگره رده پائین خود انتخاب می‌شوند. نظام سیاسی چین به مقدار قابل توجهی مرکززدا است یعنی مقامات استانی و شهرستانی از خودمختاری قابل توجهی برخوردارند. به جز حزب کمونیست، حزب‌های دیگری هم در این کشور وجود دارند که در کنگره ملی خلق و کنفرانس مشورتی سیاسی خلق نیز حضور دارند اما اکثریت قریب به اتفاق نمایندگان از حزب کمونیست چین انتخاب می‌شوند و اپوزیسیون واقعی در مقابل آن وجود ندارد. با این وجود حمایت مردمی از حکومت و رضایت عمومی از شیوه مدیریت کشور بالاست و بر اساس یک تحقیق در سال ۲۰۱۱ حدود ۸۰ تا ۹۵ درصد مردم از حکومت مرکزی خود رضایت دارند.

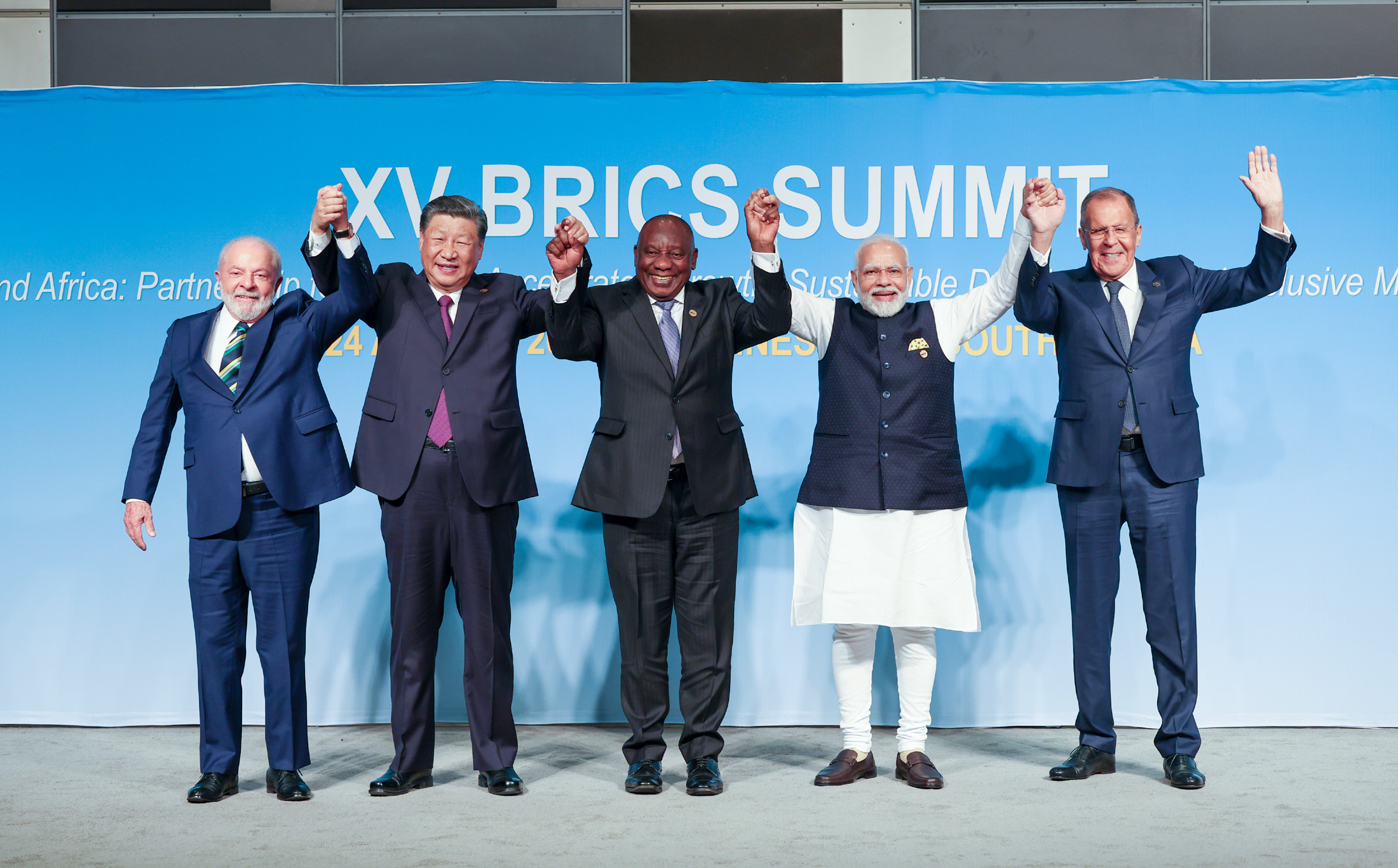
چین یکی از عضوهای سازمان اقتصادی بریکس

رئیس‌جمهور مقام ریاست کشور را در اختیار دارد. نخست‌وزیر نیز رئیس حکومت است و هیئت دولت را رهبری می‌کند که از وزیران و پنج معاون نخست‌وزیر تشکیل می‌شود. در عمل دبیرکل حزب کمونیست رهبر واقعی کشور است و مهم‌ترین تصمیمات نیز در کمیته دائمی پُلیتبوروی حزب کمونیست گرفته می‌شود. رئیس‌جمهور فعلی چین شی جین پینگ است که مقام دبیرکل حزب کمونیست و رئیس کمیسیون مرکزی نظامی را هم بر عهده دارد و در نتیجه رهبر اصلی چین است. نخست‌وزیر کنونی لی چیانگ نیز از اعضای ارشد کمیته دائمی پلیتبورو است.
از نظر قانونی مجلس ملی نمایندگان خلق عالی‌ترین نهاد قانون‌گذاری کشور است. این مجلس با ۲۹۸۷ نماینده بزرگ‌ترین پارلمان دنیاست. اعضای آن برای یک دوره پنج ساله انتخاب شده و یک اجلاس سالانه را به مدت ۱۰ تا ۱۴ روز برگزار می‌کنند اما در عمل این مجلس فاقد قدرت تصمیم‌گیری واقعی است و ماشین امضای تصمیماتی است که قبلاً در نهادهای اجرایی دولت و حزب کمونیست گرفته شده. با این حال از دهه ۱۹۹۰ به بعد این مجلس به عنوان جایی برای میانجی‌گری و حل و فصل اختلافات جناح‌های مختلف حزب کمونیست و دولت مطرح شده است.

### روابط خارجی

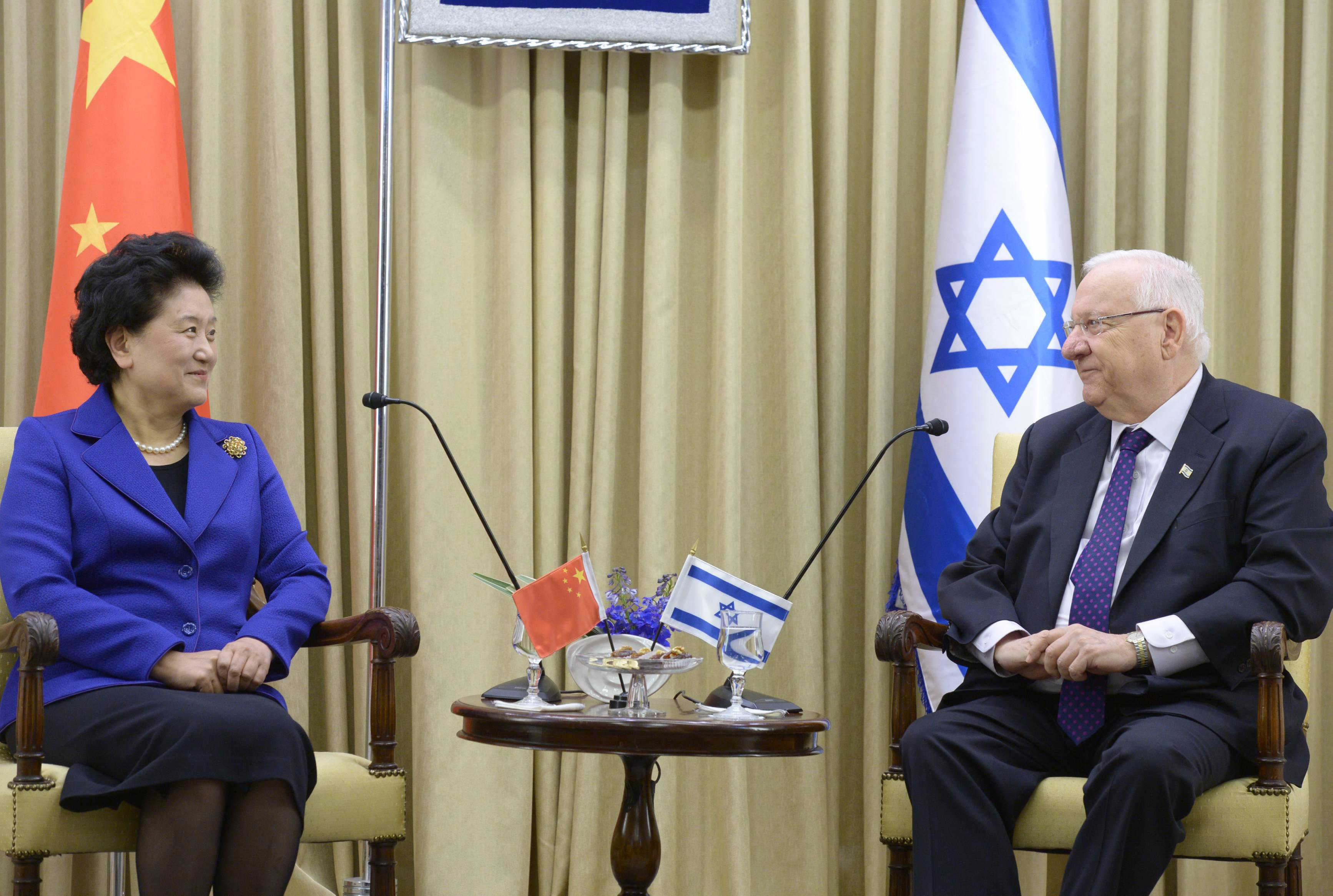
لیو یان دونگ معاون نخست وزیر چین و رووین ریولین رئیس جمهور اسرائیل، مارس ۲۰۱۶

جمهوری خلق چین با ۱۷۱ کشور دنیا روابط دیپلماتیک و در ۱۶۲ کشور سفارتخانه دارد. جمهوری چین مشروعیت این حکومت را زیر سؤال برده و گروهی از کشورها نیز جمهوری چین (حکومت تایوان) را حکومت مشروع می‌دانند و از برقراری روابط با جمهوری خلق چین خودداری کرده‌اند.
جمهوری خلق چین از سال ۱۹۷۱ به جای جمهوری چین وارد سازمان ملل شد و کرسی دائم چین در شورای امنیت نیز به آن واگذار شد. چین در گذشته یکی از اعضا و رهبران جنبش عدم تعهد بود و هنوز هم خود را مدافع کشورهای در حال توسعه می‌داند. این کشور همراه با برزیل، روسیه، هند و آفریقای جنوبی یکی از اعضای گروه بریکس است که از اقتصادهای مهم در حال ظهور تشکیل شده است. دیپلماسی پینگ پنگ به گفتگوهای پنهانی ایالات متحده آمریکا و چین در اواسط دهه ۱۹۷۰ اطلاق می‌شود. در آن زمان دو کشور هنوز روابط سیاسی با یکدیگر نداشتند و برای انجام مذاکرات برگزاری یک تورنمنت پینگ پنگ را بهانه کردند. در مارس ۱۹۷۱ چینی‌ها که در جریان مذاکرات صلح ویتنام گفتگوهایی را با آمریکایی‌ها شروع کرده بودند تیم ملی پینگ پنگ آمریکا را به پکن دعوت کردند.
سیاست خارجی مدرن چین تا حد زیادی برگرفته از نظریات نخست‌وزیر سابق چوئن لای است که به «پنج اصل همزیستی مسالمت‌آمیز» و «هماهنگی بدون همسانی» شهرت دارد و برقراری روابط دیپلماتیک بین کشورهایی با ایدئولوژی‌های متفاوت را تشویق می‌کند. همین سیاست موجب شده تا چین از دولت‌هایی که از نظر دولت‌های غربی خطرناک یا سرکوبگر محسوب می‌شوند همچون زیمبابوه، کره شمالی و ایران حمایت کند. چین همچنین روابط اقتصادی و نظامی نزدیکی با روسیه دارد و دو کشور معمولاً در شورای امنیت رأی مشابهی می‌دهند.

### روابط خاص با ایالات متحده و روسیه و هند

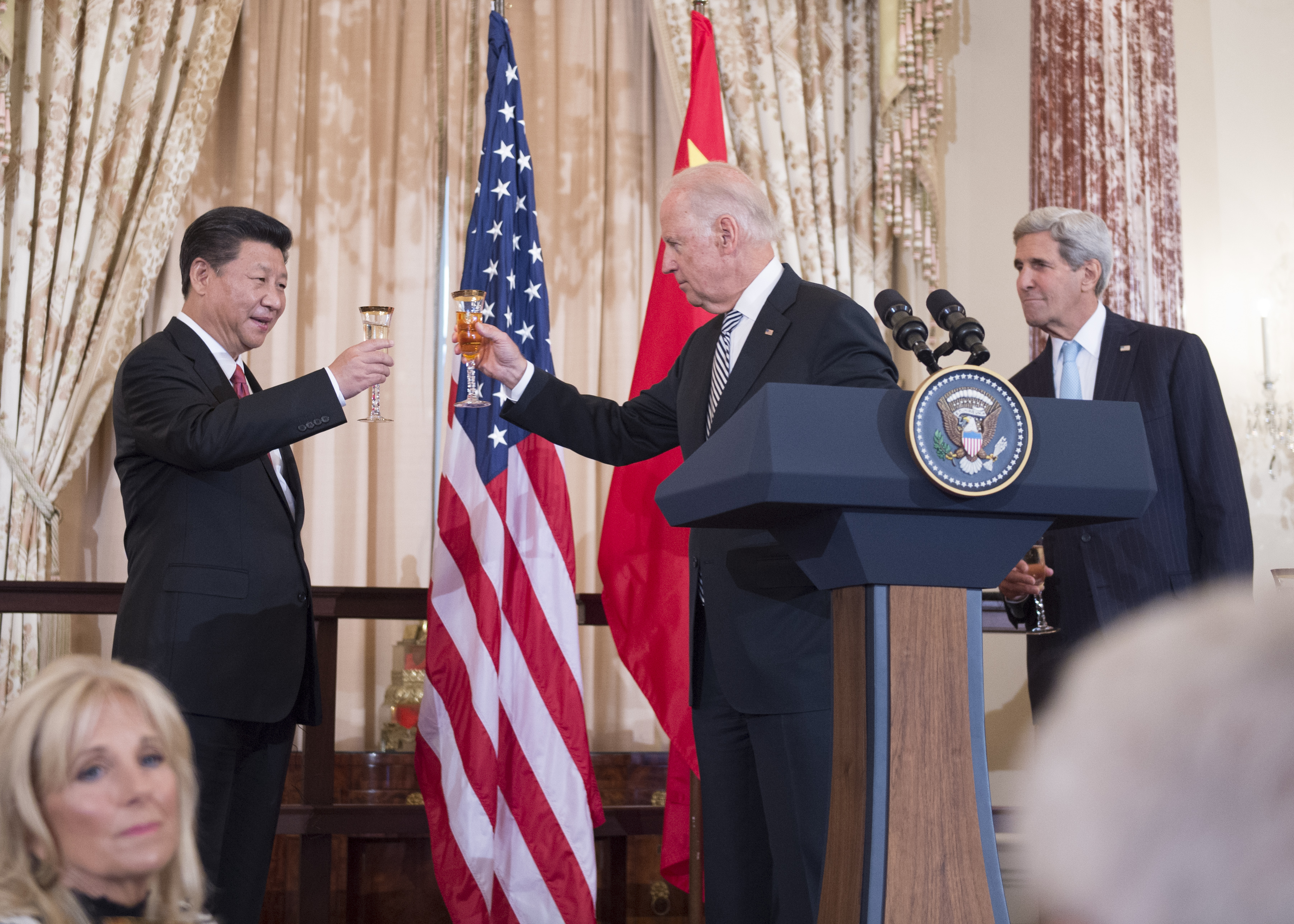
شی و جو بایدن رئیس‌جمهور ایالات متحده

چین با وجود ایدئولوژی کمونیستی برگرفته از مارکس و نظریه‌های اصلاح شده مائو در باب کمونیسم یکی از دشمنان نیرومند ایالات متحده سردمدار کشورهای کاپیتالیست است؛ گرچه در عرصه روابط دیپلماتیک تغییراتی مثبتی در سیاست خارجی در پیش گرفته اما هنوز هم تا حد زیادی رویکرد خصمانه خود را نسبت به غرب و ایالات متحده حفظ کرده است.
چین فعال‌ترین کشور در عرصه اتهام زنی به ایالات متحده است.
همچنین عدم هماهنگی با سیاست‌های اقتصادی که به ایالات متحده در ثبات ارز آن کشور کمک می‌کند همچنین عدم هماهنگی با سیاست‌های خارجی ایالات متحده و بعضاً بین‌المللی از دیگر موارد عدم هماهنگی چین با آمریکا می‌باشد، چین در سال‌های اخیر با حمایت از دولت اسد در سوریه و کمک‌های اقتصادی به کوبا و کره شمالی و نیز حمایت از دولت‌های دیگر منتقد سیاست‌های آمریکا مانند روسیه و فیلیپین و ترکیه و نیز تلاش برای کاهش فشار اقتصادی بر روی ایران از جمله اقدامات چین در رقابت با سیاست‌های ایالات متحده است، در زمان جنگ سرد در دهه پنجاه و شصت میلادی چین نگران عدم رشد نظامی خود بود و عمدتاً چشم به یاری نظامی و مالی شوروی داشت اما پس از فروپاشی شوروی، چین از وابستگی اش به کمک‌های اقتصادی روسیه فعلی تا حد زیادی کاسته است.

### اختلافات مرزی
چین تمام تایوان را بخشی از خاک خود می‌داند و علاوه بر این با چندین کشور دیگر نیز مناقشات مرزی قدیمی دارد. آن‌ها از دهه ۱۹۹۰ تلاش‌هایی را برای حل این منازعات قدیمی از طریق مذاکرات انجام داده است. نوار مرزی چین و هند که در کوه‌های هیمالیا قرار دارد مورد اختلاف دو کشور است و یکی از مهم‌ترین اختلافات در مورد مرز دو کشور در ناحیه کشمیر است. دو کشور در دهه ۱۹۶۰ بر سر منطقه اقصای چین با هم وارد جنگ شدند که جنگ با موفقیت چین به پایان رسید و آن‌ها بیشتر این منطقه وسیع کوهستانی را به تصرف درآوردند. اقصای چین در شمال کشمیر منطقه‌ای خالی از سکنه است اما بهترین راه ارتباطی بین تبت و سین کیانگ محسوب می‌شود. چین با بوتان نیز اختلاف مرزی دارد و دو کشور هنوز نتوانسته‌اند مرز خود را مشخص کنند.
چینی‌ها همچنین در مورد حکومت بر جزایر متعدد واقع در سواحل شرقی و جنوبی با کشورهای مختلفی از جمله ژاپن، تایوان، فیلیپین و ویتنام اختلاف دارند. چین اختلافات مرزی مهمی نیز با اتحاد جماهیر شوروی داشت که حتی به جنگ کوتاهی در سال ۱۹۶۹ منجر شد. اما پس از دهه ۱۹۹۰ بیشتر این اختلافات با امضای معاهدات مرزی با کشورهای بازمانده از فروپاشی شوروی حل و فصل شده است.

### حقوق بشرو اصلاحات سیاسی و اجتماعی

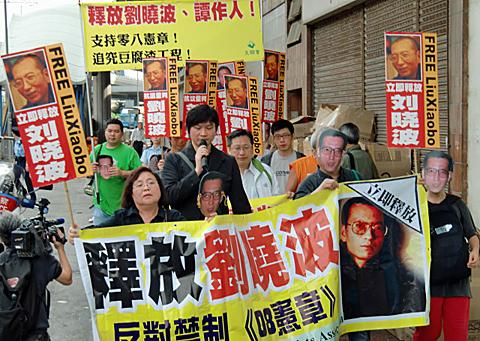
اعتراضات علیه دستگیری لیو شیائوبو، برنده جایزه صلح نوبل

بخش‌هایی از فعالان سیاسی و اجتماعی چین از جمله جنبش دمکراسی خواهی این کشور و برخی اعضای حزب کمونیست، اصلاحات سیاسی و اجتماعی را نیاز مبرم این کشور دانسته‌اند. هرچند از دهه ۱۹۷۰ به بعد محدودیت‌های اقتصادی و اجتماعی در چین به طرز چشمگیری کاهش یافته‌اند اما آزادی‌های سیاسی همچنان محدود است. قانون اساسی چین اعلام کرده که آزادی بیان، آزادی رسانه، حق محاکمه منصفانه، آزادی مذهب، حق رأی عمومی و حق مالکیت از جمله حقوق بنیادین شهروندان است اما این قوانین در عمل از شهروندان در مقابل تعقیب کیفری از ناحیه دولت حمایت چندانی نمی‌کنند. اظهارات سیاسی و اطلاعات به‌طور آشکار و مستمر برای جلوگیری از انتقاد از دولت یا حزب حاکم سانسور می‌شوند به‌طوری‌که گزارشگران بدون مرز در سال ۲۰۰۵ چین را در رتبه ۱۵۹ در بین ۱۶۷ کشور از نظر آزادی رسانه قرار داده است.
مهاجران روستایی که به شهر می‌آیند معمولاً خود را به عنوان شهروند درجه دو از نظر سیستم ثبت خانوار (که بر دسترسی به مزایای دولتی نظارت دارد) می‌یابند. از حقوق مالکیتی حمایت ضعیفی می‌شود و سیستم مالیاتی به ضرر شهروندان فقیرتر است با اینحال از اوایل دهه ۲۰۰۰ برخی مالیات‌های روستایی کاهش یافته یا لغو شده و خدمات اجتماعی بیشتری برای روستانشینان برقرار شده است. 

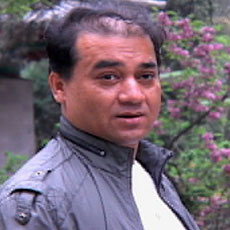
الهام توختی اقتصاددان، محقق و فعال حقوق بشر اویغور محکوم شده به حبس ابد در جمهوری خلق چین

چین از ناقضان حقوق بشر و آزادی رسانه هاست. سرکوب شکنجه تمرین کنندگان فالون گونگ و آزار و اذیت اقلیت ایغور از جمله موارد مورد توجه است. برخی از حکومت‌ها، خبرگزاری‌ها و سازمان‌های مردم‌نهاد خارجی به‌طور مکرر از عملکرد حقوق بشری چین انتقاد می‌کنند و معتقدند که حقوق فردی در چین به‌طور گسترده‌ای زیر پا گذاشته می‌شود؛ بازداشت بدون محاکمه، سقط جنین اجباری، اعتراف‌گیری اجباری، شکنجه، محدودیت حقوق بنیادین فردی و صدور بی‌رویه مجازات اعدام از این موارد است. حکومت چین راهپیمایی‌ها و تجمع‌هایی را که تهدیدی بالقوه برای «ثبات اجتماعی» کشور تلقی کند، سرکوب می‌کند که معروفترین و خونبارترین آن‌ها واقعه میدان تیان‌آن‌من در سال ۱۹۸۹ بوده است. دولت چین همچنین بارها به سرکوب گسترده اعتراضات و نقض حقوق بشر در تبت و سین‌کیانگ متهم شده است.
حکومت چین به این انتقادات این‌گونه پاسخ می‌دهد که برای تعریف مفهوم حقوق بشر بایستی سطح توسعهٔ اقتصادی یک کشور و «حق مردم برای معیشت و پیشرفت» در نظر گرفته شود. حکومت چین در این زمینه بر بهبود استانداردهای زندگی چینی‌ها، میزان باسوادی، و امید به زندگی از دهه ۱۹۷۰ به این سو و همچنین بهبود امنیت شغلی و تلاش‌هایی که برای مقابله با فجایع طبیعی همچون سیل‌های دوره‌ای و همیشگی رود یانگ‌تسه صورت گرفته تأکید دارد. همچنین برخی سیاستمداران چینی از دمکراتیزاسیون کشور حمایت کرده‌اند در حالی‌که بقیه رویکرد محافظه‌کارانه‌تری دارند.

### جایگاه متزلزل چین در ابرقدرتی آینده

سینوسفر گستره حوزه فرهنگی چین

چین معمولاً به عنوان یک ابرقدرت جدید بالقوه توصیف می‌شود و بسیاری از تحلیلگران معتقدند پیشرفت اقتصادی سریع، توانایی نظامی فزاینده، جمعیت بسیار زیاد و اثرگذاری روبه رشد بین‌المللی نشانه‌هایی هستند که از نقش برجستهٔ جهانی این کشور در در قرن بیست‌ویکم حکایت می‌کنند. اما برخی دیگر هشدار داده‌اند که مشکلات زیاد و کاهش رشد اقتصادی، عدم توازن جمعیت شناختی و زوال جمعیتی باعث کاهش رشد این کشور در سال‌های اخیر شده است به طوری که پژوهشگران و نویسندگان امروزه از افول چینی صحبت می‌کنند. طبق گفته آنها چین در رسیدن به اهداف راهبردی خود شکست خورده یا دیگر زمان کافی برای انجام آنها ندارد. گروه دیگری از نویسندگان هم تعریف مفهوم «ابرقدرت» را به چالش کشیده‌اند و معتقدند اقتصاد بزرگ چین نمی‌تواند به تنهایی این کشور را در موقعیت ابرقدرت قرار دهد چرا که این کشور از نفوذ فرهنگی و نظامی ایالات متحده بی‌بهره است.

## اقتصاد
چین در سال ۲۰۱۳ دومین اقتصاد بزرگ دنیا پس از ایالات متحده بوده است. تولید ناخالص داخلی این کشور در این سال حدود ۹٫۴۶۹ تریلیون دلار بر اساس ارزش اسمی دلار و ۱۶٫۱۴۹ تریلیون بر اساس قدرت برابری خرید بوده است. سرانه تولید این کشور در همین سال ۱۱٬۱۸۶ دلار بر مبنای قدرت برابری خرید و ۶٬۹۵۹ دلار بر اساس ارزش اسمی بوده است که در هر دو حالت چین پس از حدود ۹۰ کشور (از ۱۸۳ کشوری که در فهرست صندوق بین‌المللی پول قرار دارند) قرار می‌گیرد.
جمهوری خلق چین از زمان بنیان‌گذاری در سال ۱۹۴۹ تا سال ۱۹۷۸ اقتصاد دستوری متمرکزی به سبک شوروی داشت. پس از مرگ مائو در ۱۹۷۶ و پایان انقلاب فرهنگی، دنگ شیائوپنگ و نسل جدید رهبران چین شروع به اصلاحات اقتصادی کرده و اقتصاد چین را به سوی نظام بازار سوق دادند. در این دوران اشتراکی‌سازی در بخش کشاورزی متوقف شده و مزارع خصوصی شدند. تجارت خارجی مورد توجه قرار گرفت. ساختار بنگاه‌های ناکارآمد دولتی تغییر اساسی پیدا کرده و بنگاه‌های زیان‌ده تعطیل شدند که این به بیکاری گسترده‌ای منجر شد.
اقتصاد چین امروزی یک اقتصاد بازار بر مبنای مالکیت خصوصی است. دولت هنوز بر بخش‌های استراتژیک زیربنایی اقتصاد همچون تولید انرژی و صنایع سنگین مسلط است اما سرمایه‌گذاری خصوصی به سرعت در حال افزایش است. از هنگام آغاز آزادسازی اقتصادی در سال ۱۹۷۸ چین یکی از بالاترین رشدهای اقتصادی را در دنیا داشته است. بر اساس آمار صندوق بین‌المللی پول رشد سالانه تولید چین از سال ۲۰۰۱ تا ۲۰۱۰ به‌طور میانگین ۱۰٫۵٪ بوده و بین سال‌های ۲۰۰۷ تا ۲۰۱۱ درصد رشد اقتصادی چین معادل مجموع درصدهای رشد اقتصادی کشورهای گروه ۷ (۷ کشور بزرگ صنعتی دنیا) بوده است.
بهره‌وری بالا در تولید، نیروی کار ارزان و زیرساخت‌های نسبتاً مناسب عواملی هستند که چین را به تولیدکننده پیشرو دنیا تبدیل کرده‌اند. اما اقتصاد چین از نظر مصرف انرژی بهره‌وری بسیار پایینی دارد. این کشور در سال ۲۰۱۰ بزرگ‌ترین مصرف‌کننده انرژی دنیا شد، درحالی‌که بیش از ۷۰ درصد انرژی خود را از زغال‌سنگ تأمین می‌کرد. در سال ۲۰۱۳ چین جای آمریکا را در صدر فهرست واردکنندگان نفت خام گرفت. رشد اقتصادی سریع و صنعتی‌سازی این کشور به محیط زیست آن نیز آسیب زده است. از اوایل سال ۲۰۱۰ به بعد رشد اقتصادی چین شروع به کاهش کرده و از تقاضای بین‌المللی برای صادرات چین کاسته شده است که این موضوع تلاطم‌‌هایی را در اقتصاد جهانی پدیدآورده است.
میزان ذخایر ارز خارجی چین در پایان سال ۲۰۱۰ حدود ۲٫۸۵ تریلیون دلار بوده است که این کشور را پس از آمریکا با اختلاف بسیار صاحب بزرگ‌ترین ذخایر ارزی دنیا کرده است. چین همچنین بیش از ۱٫۱۶ تریلیون دلار اوراق قرضه دولتی آمریکا را خریداری کرده و بزرگ‌ترین دارندهٔ خارجی دیون دولتی آمریکا محسوب می‌شود. چین همچنین در سال ۲۰۱۲ بیش از هر کشور دنیا سرمایه‌گذاری مستقیم خارجی به میزان ۲۵۳ میلیارد دلار دریافت کرده است. این موضوع که چین ارز خود را ارزان نگه داشته همواره موجب تنش‌هایی میان این کشور و اقتصادهای بزرگ دیگر شده است. چین همچنین به دلیل حجم وسیع تولید کالاهای تقلبی مورد انتقاد قرار گرفته است.
واحد پول این کشور یوان است. هر یوان معادل ۰٫۱۵۶ دلار آمریکا و هر دلار معادل ۶٫۳۶ یوان است. (آوریل ۲۰۲۲).

### نابرابری اقتصادی
طبقه متوسط چین (به معنی افرادی که حقوق سالانه ۱۰ تا ۶۰ هزار دلار دارند) در سال ۲۰۱۲ به ۳۰۰ میلیون رسیده است. بر اساس یک گزارش تعداد میلیاردرهای چین (ثروت بیش از یک میلیارد دلار آمریکا) از ۱۳۰ نفر در سال ۲۰۰۹ به ۲۵۱ نفر در سال ۲۰۱۲ رسیده و از این نظر چین دومین کشور دنیا از نظر تعداد میلیاردرهاست. بازار خرده‌فروشی داخلی کشور در همین سال بیش از ۲۰ تریلیون یوان (۳٫۲ تریلیون دلار) ارزش داشته و در سال ۲۰۱۳ حدود ۱۲ درصد رشد کرده است.
بازار کالاهای تجملی نیز در چین به سرعت در حال گسترش است و ۲۷٫۵ درصد سهم جهانی این کالاها را به خود اختصاص داده است. رشد اقتصادی کشور همچنین به تورم مصرف‌کننده شدیدی منجر شده و و دولت را وادار به دخالت بیشتر کرده است. نابرابری اقتصادی در چین در چند دهه اخیر افزایش داشته و به سطح بسیار بالایی رسیده است. در سال ۲۰۱۴ شاخص جینی این کشور به رقم ۵۵ رسیده که بسیار بالاتر از میانگین جهانی است.

## نیروهای مسلح

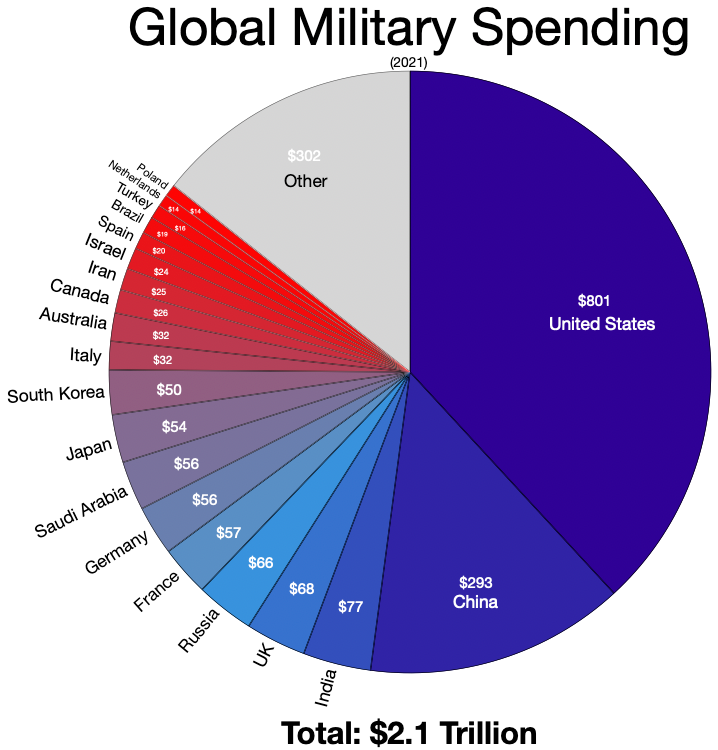
چین دومین کشور جهان بر پایه هزینه‌های نظامی با بیش از ۲۹۰ میلیارد دلار در سال (آمار سال ۲۰۲۱)

ارتش آزادی‌بخش خلق با داشتن ۲٫۳ میلیون سرباز فعال یکی از بزرگ‌ترین نیروهای نظامی در دنیاست. این ارتش از چهار بخش؛ نیروی زمینی، نیروی دریایی، نیروی هوایی و یک نیروی استراتژیک اتمی تشکیل می‌شود. بر اساس گزارش دولت چین بودجه نظامی این کشور در سال ۲۰۱۲ حدود ۱۰۰ میلیارد دلار بوده که دومین بودجه بزرگ نظامی دنیا محسوب می‌شود. اما گزارش وزارت دفاع آمریکا در سال ۲۰۰۹ بیان داشته که مخارج نظامی واقعی چینی‌ها بسیار بیشتر از ارقامی است که اعلام می‌شود.
چین به عنوان یک قدرت هسته‌ای به رسمیت شناخته‌شده توسط جامعه بین‌المللی، یک قدرت منطقه‌ای مهم و یک ابرقدرت نظامی بالقوه محسوب می‌شود. البته چین در مقایسه با چهار عضو دیگر شورای امنیت توانایی محدودتری برای اعمال قدرت نظامی خود دارد. چینی‌ها برای برطرف ساختن این نقیصه برنامه‌های متعددی را برای تقویت توانایی اعمال قدرت خود ترتیب داده‌اند که یکی از آن‌ها تولید نخستین ناو هواپیمابر چین است که در سال ۲۰۱۲ وارد خدمت نظامی شد. این کشور همچنین ناوگان قابل توجهی از زیردریایی‌ها شامل چندین زیردریایی اتمی در اختیار دارند. چین از اوایل دهه ۲۰۰۰ پیشرفت قابل توجهی در نوسازی نیروی هوایی خود داشته است و با خریداری جنگنده‌های روسی سوخو-۳۰ و تولید جنگنده‌های مدرن داخلی همچون چنگدو جی-۱۰، شنیانگ جی-۱۱، جی-۱۵ و جی-۱۶ توانایی دفاعی و تهاجمی خود را در آسمان تقویت کرده است. چینی‌ها همچنین نیروی زمینی خود را نیز به‌روزرسانی کرده و تانک‌های سالخوردهٔ تایپ-۵۹ خود را با نمونه‌های مدرنی همچون تایپ-۹۹ تعویض کرده‌اند و با ترفیع سیستم‌های «فرماندهی، نظارت، ارتباطات و اطلاعات» قابلیت‌های خود را در میدان نبرد بهبود بخشیده‌اند. چین همچنین سیستم‌های موشکی استراتژیک متعددی شامل انواع موشک‌های ضدماهواره، کروز و قاره‌پیما را توسعه داده است.

## علم و فناوری

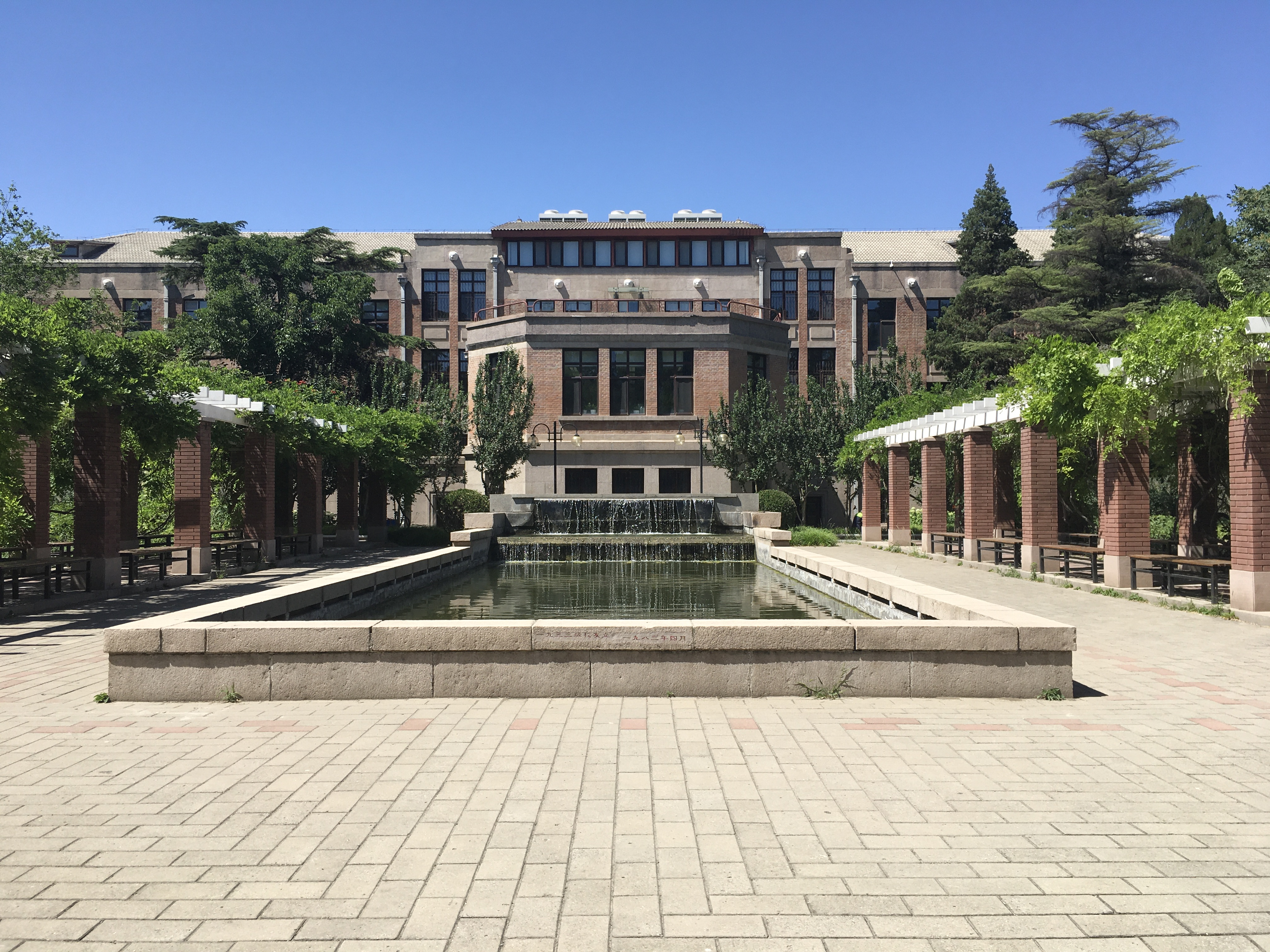
دانشگاه چینهوا یکی از نه دانشگاه اتحادیه سی ۹

چین تا دوران دودمان مینگ از کشورهای پیشرو دنیا در زمینه علم و فناوری بود. کاغذسازی، چاپ، قطب‌نما و باروت چهار اختراع بزرگ چینی‌ها هستند که بعدها به دیگر نقاط آسیا و اروپا گسترش یافتند و ریاضیدانان چینی نخستین کسانی بودند که از اعداد منفی استفاده می‌کردند. اما در قرن هفدهم جهان غرب از نظر پیشرفت علمی و تکنولوژیکی به‌طور کامل، چین را پشت سر گذاشته بود.
شکست‌های چندباره چین از قدرت‌های غربی در قرن نوزدهم میلادی، موجب شد تا جنبشی اصلاح‌گرایانه برای ترویج علوم مدرن در این کشور شکل گیرد. کمونیست‌ها از هنگام به قدرت رسیدن در سال ۱۹۴۹ تلاش کردند تا علم و تکنولوژی را به شیوه برنامه‌ریزی مرکزی شوروی سازماندهی کنند. حکومت چین از هنگام پایان انقلاب فرهنگی، سرمایه‌گذاری قابل توجهی را در زمینه پژوهش‌های علمی به عمل آورده و تنها در سال ۲۰۱۱ بیش از ۱۰۰ میلیارد دلار برای تحقیق و توسعه علمی هزینه کرده است. دانشمندان متولد چین تاکنون چهار بار برنده نوبل فیزیک و یک بار برنده نوبل شیمی شده‌اند اما تمام آن‌ها مدارک دکترای خود را در غرب دریافت کرده و تحقیقات منجر به دریافت جایزه خود را در کشورهای غربی انجام داده‌اند.

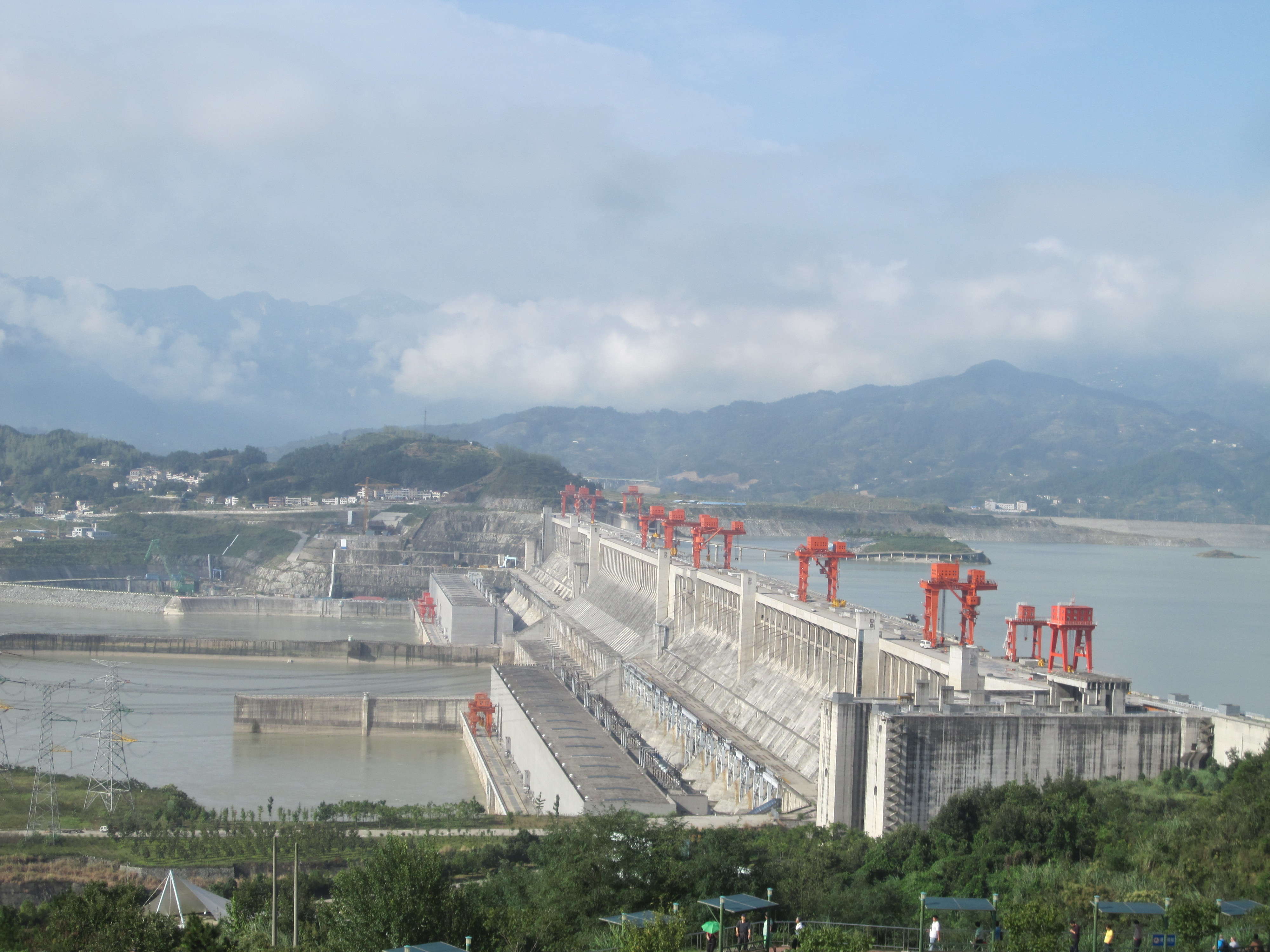
سد سه‌دره بزرگ‌ترین نیروگاه جهان بر روی رود یانگ‌تسه

چین به سرعت در حال توسعه سیستم آموزشی خود با تأکید بر رشته‌های علوم، مهندسی و ریاضیات است. چینی‌ها در سال ۲۰۱۱ دومین منتشرکننده مقالات علمی در دنیا بوده‌اند و شرکت‌هایی چون هواوی، شیائومی و لنوو از شرکت‌های پیشرو دنیا در زمینه‌های ارتباطات و کامپیوترهای شخصی هستند. ابرکامپیوترهای چینی اکنون از پرقدرت‌ترین‌ها در دنیا به‌شمار می‌آیند و استفاده از ربات‌های صنعتی رشد قابل توجهی داشته است.
برنامه فضایی چین نیز یکی از فعال‌ترین برنامه‌های فضایی دنیا و مایهٔ غرور ملی چینی‌هاست. این کشور در سال ۱۹۷۰ نخستین ماهواره خود را به فضا فرستاد و پنجمین کشوری شد که به‌طور مستقل این کار را انجام می‌دهد. آن‌ها در سال ۲۰۰۳ سومین کشوری شدند که به‌طور مستقل انسان‌هایی را روانه فضا می‌کنند و در سال ۲۰۱۱ ماکت ایستگاه فضایی خود را به نام ژورونگ رونمایی کردند که در سال ۲۰۲۱ با موفقیت به فضا پرتاب شد.

### اینترنت و فعالیت‌های سایبری[۶۴]

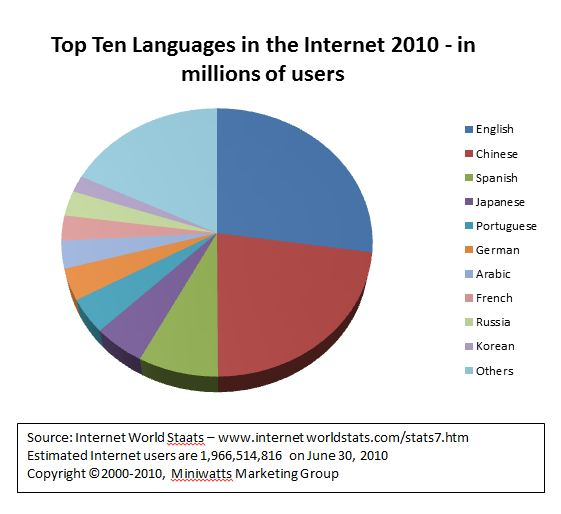
زبان چینی دومین زبان پرکاربرد میان کاربرهای اینترنت

چین یکی از معدود کشورهایی است که دسترسی آزادانه به اطلاعات را محدود می‌کند. درصد بالایی از مسدود کردن وب‌ها و سایتهای خبری اعمال می‌شود. همین‌طور سالانه حدود۱۵۰ میلیون مطالب با موضوعات مختلف توسط دولت در دسترس مخاطبان قرار می‌گیرد تا اذهان عمومی را نسبت به حساسیت موضوعات مهم سیاسی و حقوق بشر را منحرف کند.
چین بالاترین رقم حملات سایبری که شامل به سرقت بردن اطلاعات شخصی، نفوذ به محدوده امنیتی و نظامی کشورهای مختلف به خصوص ایالات متحده و به سرقت بردن یا سعی در کشف اطلاعاتی مالی ثروتمندانی که شهروند دولت چین محسوب می‌شوند را دارا می‌باشد.
همچنین ویکی‌پدیای چینی در چین فیلتر است و امکان اظهار نظر آزاد در مورد موضوعات حساسی که برای دولت چین چالش‌برانگیز است در آن وجود ندارد.

## بهداشت و محیط زیست

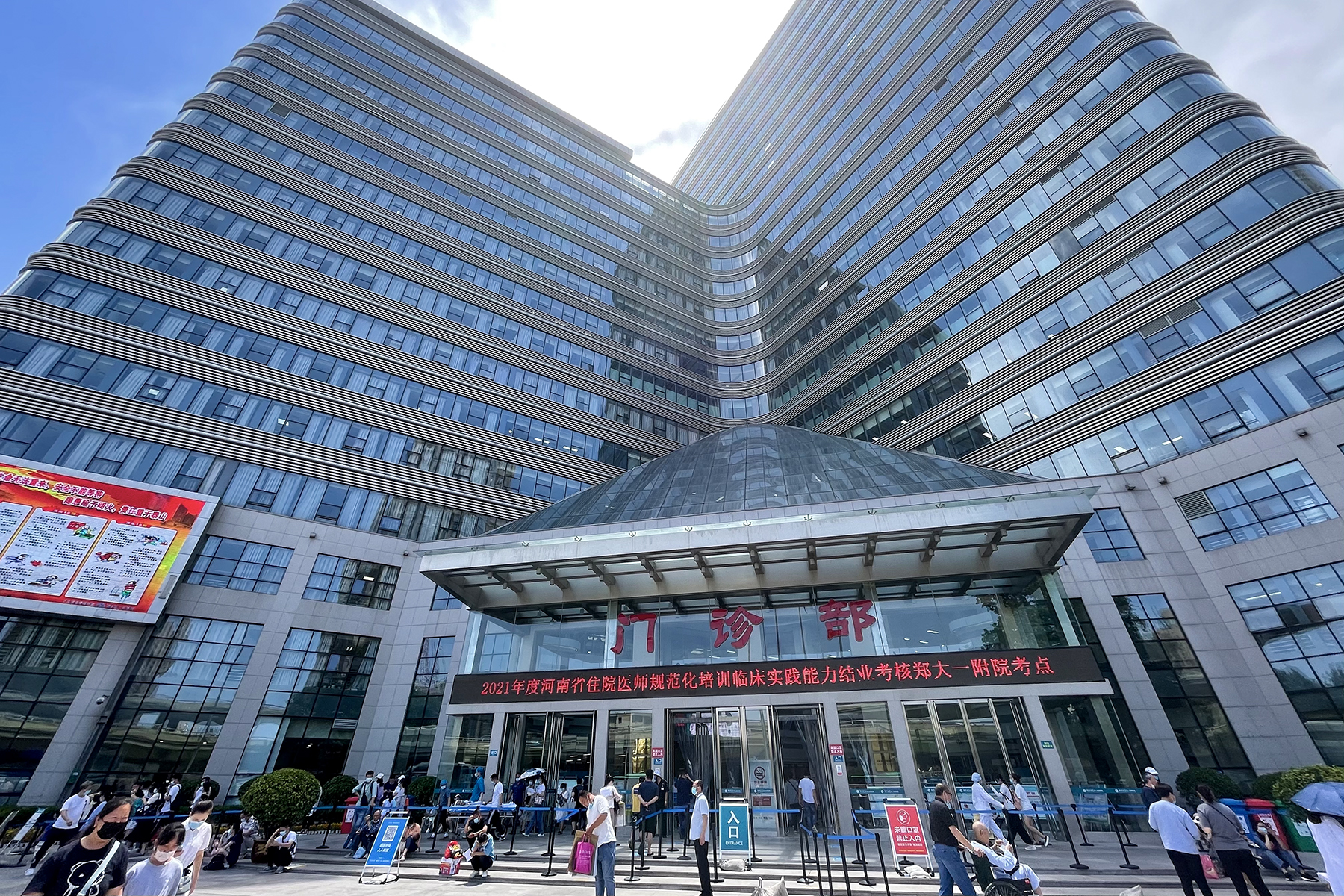
اولین بیمارستان وابسته دانشگاه ژنگژو با بیش از ۷٬۰۰۰ تخت؛ بزرگ‌ترین بیمارستان جهان محسوب می‌شود.

در چند دهه اخیر آلودگی و تخریب محیط زیست نیز با رشد اقتصادی شتابان چین همراه شده و مشکلات زیست‌محیطی بزرگی را برای این کشور ایجاد کرده است. با اینکه قانون حفاظت محیط زیست مصوب سال ۱۹۷۹ بسیار سختگیرانه تنظیم شده اما مقامات دولتی آن را نادیده می‌گیرند تا برنامه‌های اقتصادی سریعتر اجرا شود. آلودگی هوا در شهرها یک مشکل جدی برای سلامتی چینی‌ها محسوب می‌شود و بر اساس برآورد سال ۲۰۱۳ بانک جهانی از ۲۰ شهر آلوده دنیا ۱۶ شهر در چین قرار دارند. چین اکنون بزرگ‌ترین تولیدکننده دی‌اکسید کربن در دنیا است. آلودگی آب در کشور هم جدی است و حدود ۳۰۰ میلیون نفر در نقاط روستایی به آب سالم نوشیدنی دسترسی ندارند. در سال ۲۰۱۱ حدود ۴۰ درصد رودخانه‌های کشور با فاضلاب‌های صنعتی و کشاورزی آلوده شده‌اند و کمبود شدید آب به ویژه در نواحی شمالی و شرقی بحران آب کشور را دوچندان کرده است.

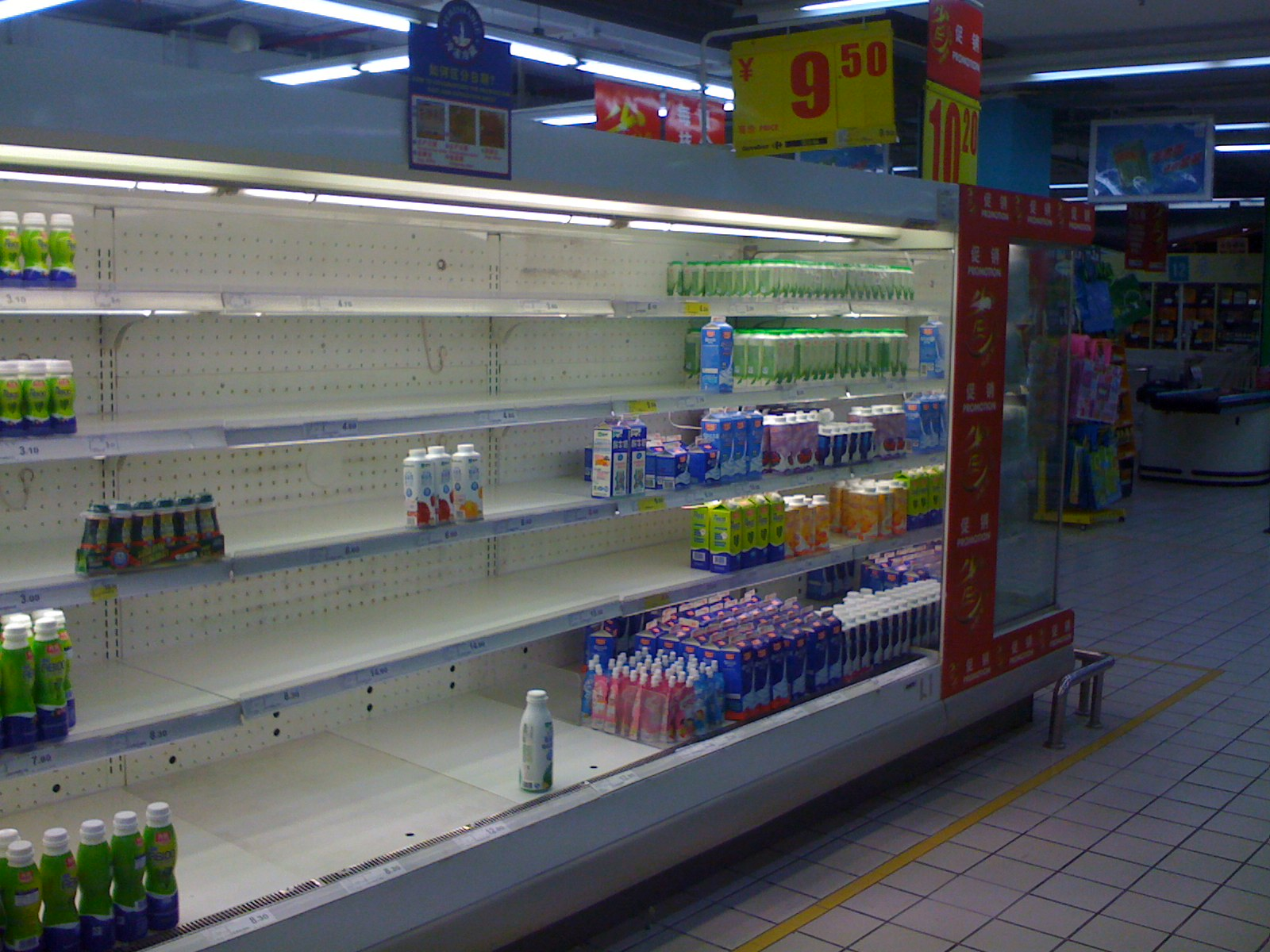
رسوایی شیر چینی ۲۰۰۸

با این وجود چین بزرگ‌ترین سرمایه‌گذار دنیا در زمینه تجاری‌سازی انرژی‌های تجدیدپذیر است و فقط در سال ۲۰۱۱ حدود ۵۲ میلیارد دلار در این راه خرج کرده است. در سال ۲۰۰۹ بیش از ۱۷ درصد انرژی چین از منابع تجدیدپذیر به دست آمده که بخش عمده آن از نیروگاه‌های برق‌آبی به دست می‌آید. این کشور در سال ۲۰۱۱ اعلام کرد که برنامه‌ای ۱۰ ساله با هزینه ۶۱۸ میلیارد دلار برای توسعه زیرساخت‌های آبی کشور و تکمیل سیستم جلوگیری از سیل و خشکسالی را اجرا خواهد کرد. چین در سال ۲۰۱۳ یک پروژه کاهش آلودگی هوا را آغاز کرده که ۲۷۷ میلیارد دلار در طول پنج سال هزینه دارد و بیشتر در شمال کشور تمرکز دارد.
از نوامبر ۲۰۰۲ تا ژوئیهٔ ۲۰۰۳ شیوع سارس در استان‌های جنوبی چین باعث بروز ۸٬۰۹۸ مورد بیماری احتمالی شد و در پایان مرگ ۷۷۴ تن در ۱۷ کشور گزارش شد. آخرین نوع ویروس کرونا، کروناویروس سندرم حاد تنفسی ۲ (SARS-CoV-2)، در دسامبر ۲۰۱۹ در شهر ووهان چین با همه‌گیری در انسان شیوع پیدا کرد. کرونا ویروس پس از مدت کوتاهی موجب دنیاگیری کروناویروس در جهان شد. ضربات کرونا به امور حوزه دیپلماسی و تصور جهانیان از چینی‌ها شد. به دلیل عدم شفافیت‌ها، در نهایت آثار منفی کرونا بر موقعیت جهانی چین تا جایی پیش رفت که کشورهایی چین را به مخفی‌کاری دربارهٔ انتشار کرونا و همدستی با سازمان بهداشت جهانی برای مخفی‌کاری متهم کردند. به دلیل این، هم سازمان بهداشت جهانی کمک سالانه ۴۰۰ میلیون دلار واشینگتن را از دست داد.

## راه و ترابری

نقشه راه‌آهن در چین (۲۰۲۳)

از دهه ۱۹۹۰ به این سو شبکه راه‌های چین گسترش قابل توجهی یافته است. در سال ۲۰۱۱ بزرگراه‌های چین ۸۵ هزار کیلومتر طول داشته‌اند که این کشور را در رتبه اول دنیا قرار می‌دهد. در سال ۱۹۹۱ میلادی، تنها ۶ پل بر روی شاخه اصلی رود یانگ‌تسه قرار داشت - رودی که شمال و جنوب چین را از هم جدا می‌کند - در حالی‌که در اکتبر ۲۰۱۴ تعداد آن‌ها به ۸۱ پل و تونل رسیده است.
چین بزرگ‌ترین بازار اتومبیل دنیاست و هم از نظر تولید و هم از نظر فروش، کشور آمریکا را پشت‌سر گذاشته است. یکی از عوارض رشد سریع جاده‌های چین افزایش قابل توجه تصادفات جاده‌ای بوده است. در سال ۲۰۰۱ بیش از ۶۲ هزار چینی در این سوانح جان باختند. با وجود افزایش رواج اتومبیل‌های شخصی در شهرها همچنان دوچرخه شیوه رایج حمل‌ونقل است و در سال ۲۰۱۲ حدود ۴۷۰ میلیون دوچرخه در این کشور وجود داشت.
شبکه ریلی چین که متعلق به دولت است یکی از شلوغ‌ترین خطوط ریلی دنیاست. این کشور در سال ۲۰۱۳ بیش از ۱۰۳ هزار کیلومتر راه‌آهن داشت که رتبه سوم دنیا را به این کشور اختصاص می‌داد. سیستم راه‌آهن سریع‌السیر چین که به‌طور کامل از اوایل دهه ۲۰۰۰ ساخته شده ۱۱٫۰۲۸ کیلومتر در سال ۲۰۱۳ طول داشته که طولانی‌ترین شبکه دنیا محسوب می‌شود. خط پکن-گوانگ‌جو-شنژن، طولانی‌ترین مسیر ریلی سریع‌السیر دنیاست و خط پکن-شانگهای سه تا از طولانی‌ترین پل‌های راه‌آهن دنیا را دارد. بیست شهر چین هم تا مه ۲۰۱۴ از شبکه قطار شهری برخوردار شدند.

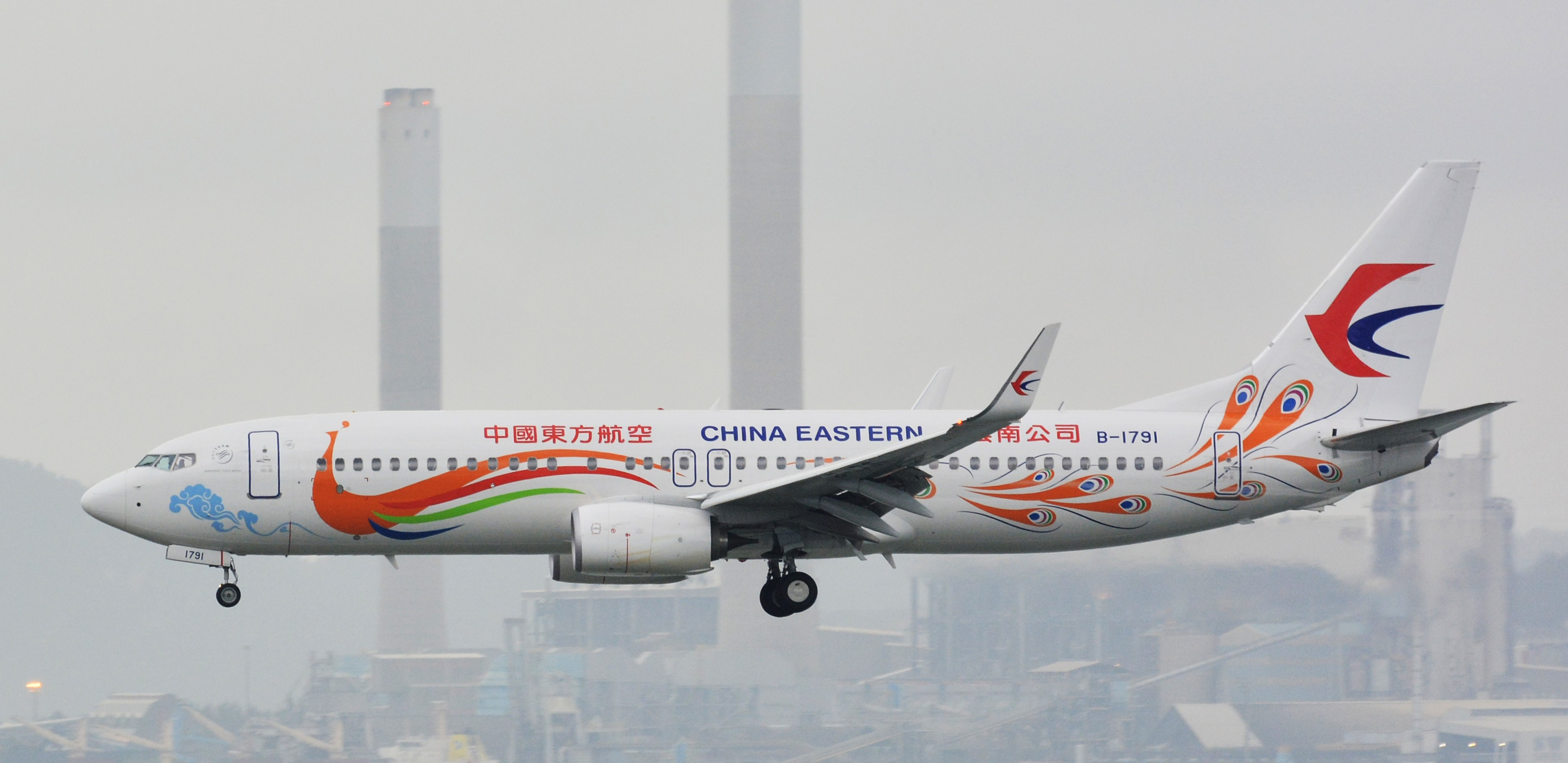
پرواز شماره ۵۷۳۵ خطوط هوایی شرقی چین مرگبارترین سانحه هوایی جهان

چین ۱۸۲ فرودگاه تجاری در سال ۲۰۱۲ داشته است و ۸۲ فرودگاه دیگر تا سال ۲۰۱۵ احداث شد. به این ترتیب دوسوم کل فرودگاه‌های در حال ساخت دنیا در چین قرار دارند و بوئینگ پیش‌بینی کرده است که تعداد هواپیماهای تجاری چین از ۱۹۱۰ فروند در سال ۲۰۱۱ میلادی به ۵۹۸۰ فروند در سال ۲۰۳۱ خواهد رسید. فرودگاه پکن در سال ۲۰۱۳ دومین فرودگاه شلوغ دنیا از نظر ترافیک مسافری بوده است و فرودگاه بین‌المللی هنگ‌کنگ و شانگهای پودنگ به ترتیب اولین و سومین فرودگاه دنیا از نظر تناژ بار هوایی بوده‌اند.
با این وجود هشتاد درصد از آسمان چین محدود به کاربرد نظامی است و از ده ایرلاین آسیایی دارای بیشترین تأخیر، هشت ایرلاین چینی هستند. چین بیش از ۲ هزار بندر دریایی و رودخانه‌ای دارد که ۱۳۰ تای آن‌ها برای کشتی‌رانی بین‌المللی باز هستند.

## نگارخانه

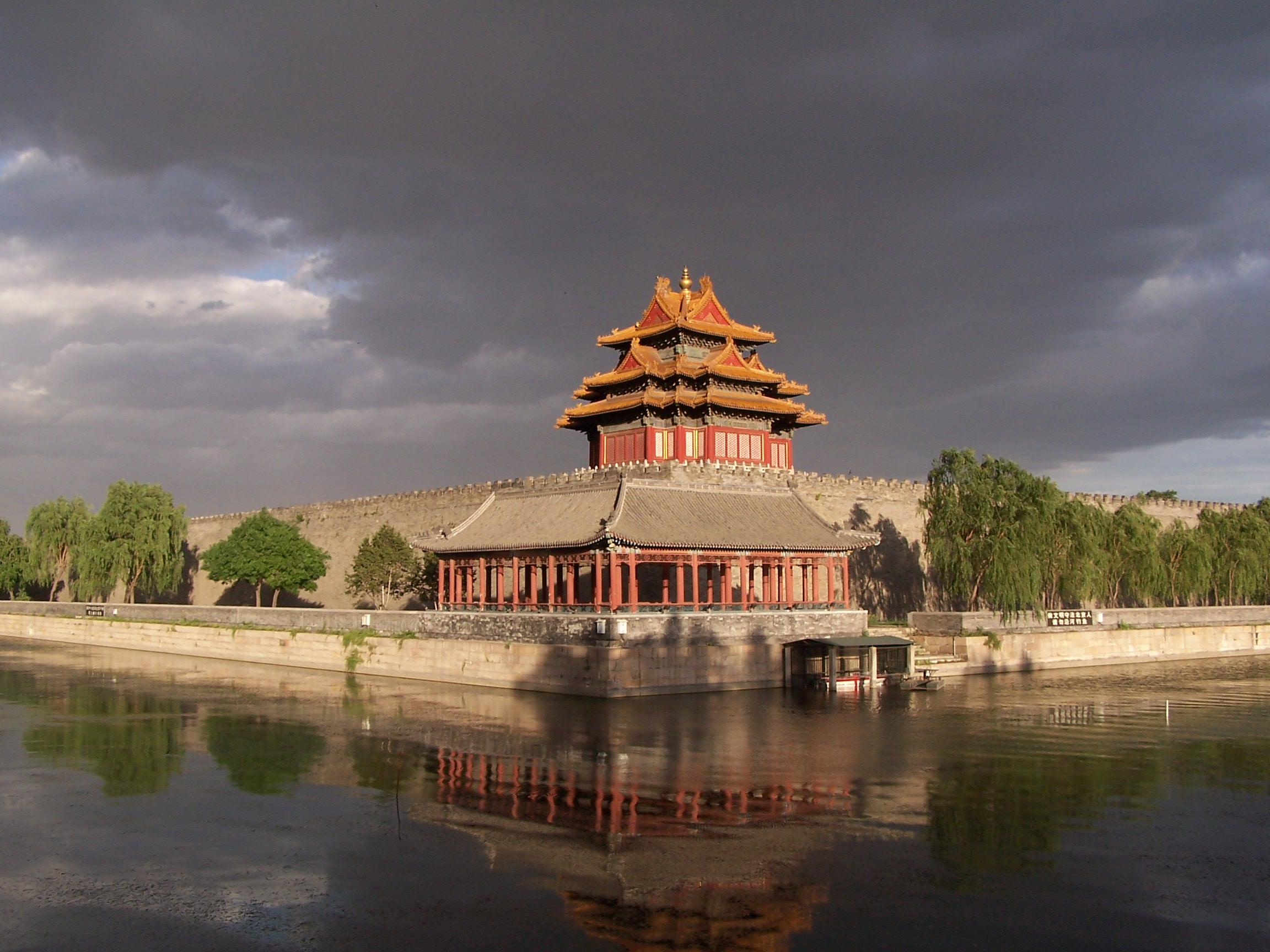
شهر ممنوعه یکی از پربازدیدترین مناطق گردشگری چین
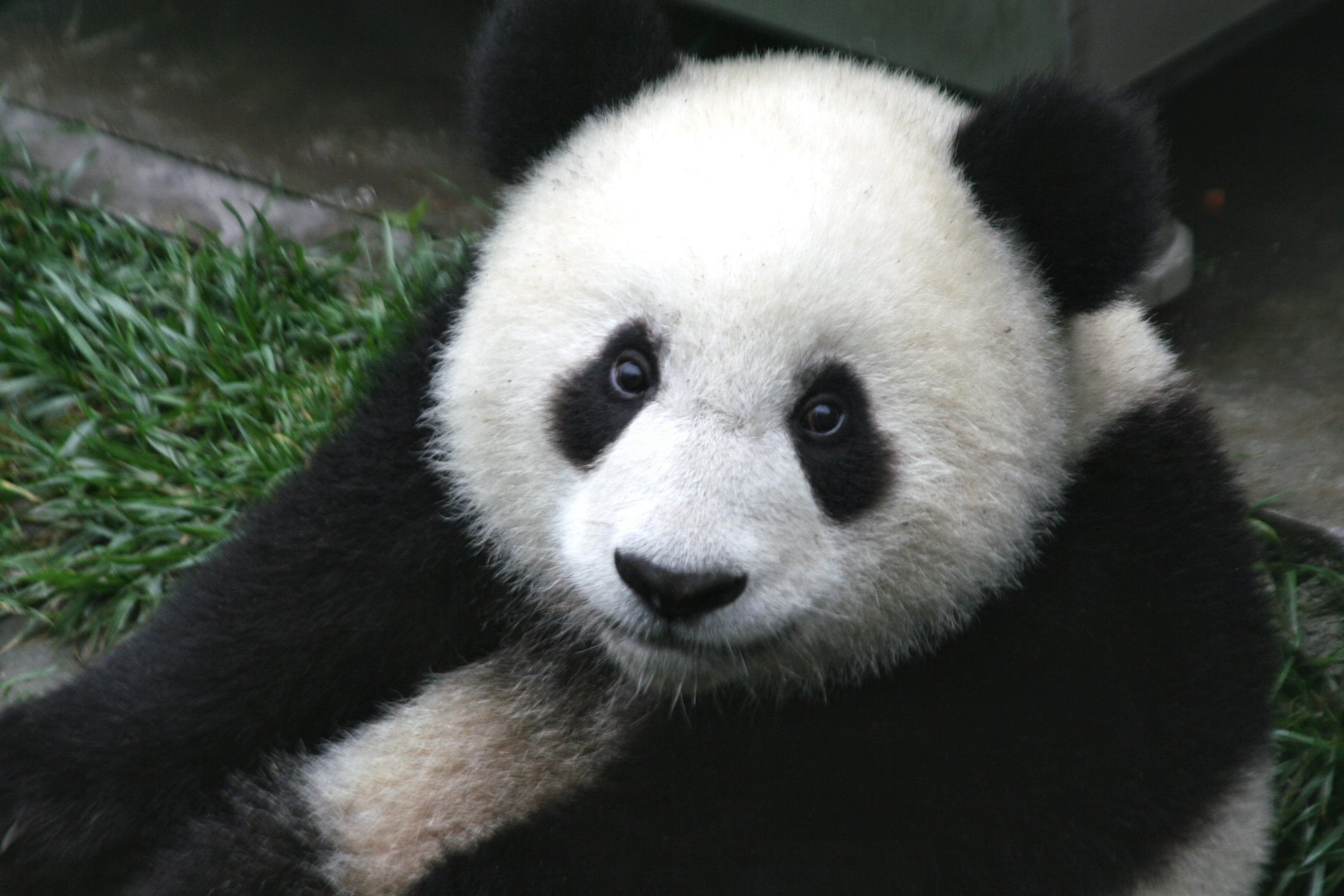
پاندا یکی از جانوران ملی چین
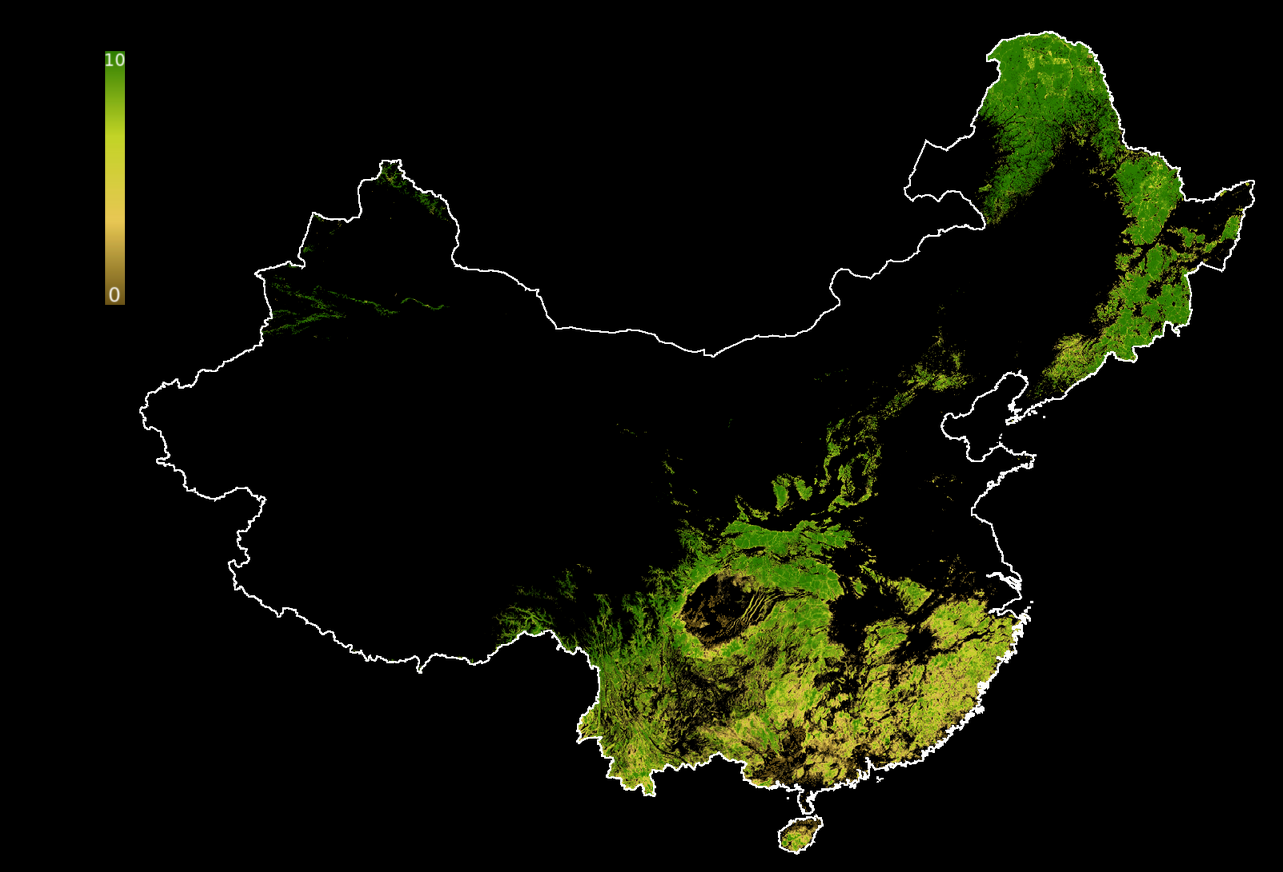
نقشه پوشش گیاهی جغرافیای چین
مرد تانکی در اعتراضات میدان تیان‌آن‌من
اژدهای چینی در پرچم دودمان چینگ
اختلافات سرزمینی در دریای جنوبی چین
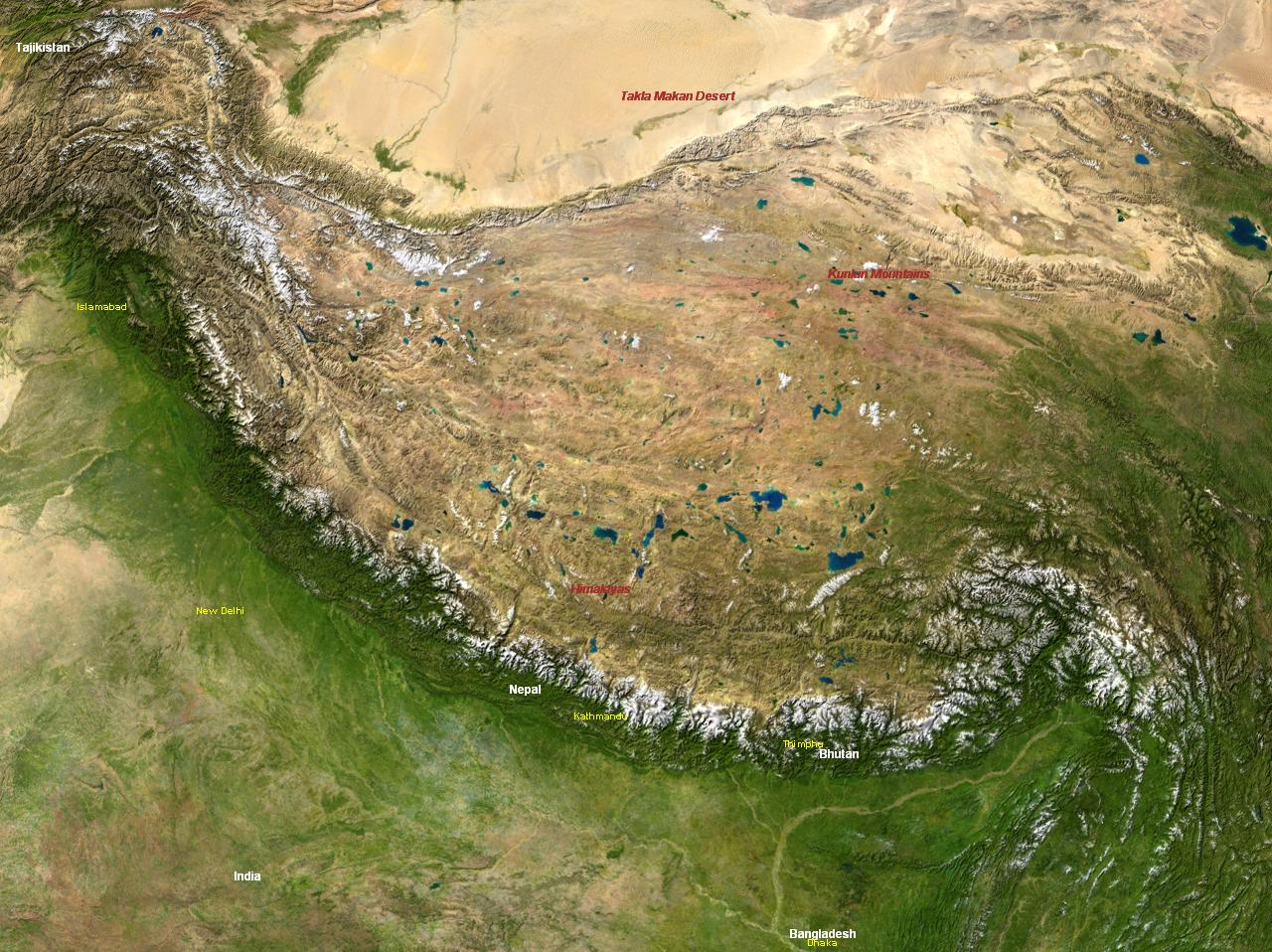
رشته‌کوه هیمالیا میان چین و هند

### نقشه
- نقشه گوگل—چین
- اطلس ویکیمدیا از چین
- داده‌های جغرافیایی مربوط به چین در OSM